# Lembach
Ne doit pas être confondu avec Lambach ou Leimbach
Lembach est une commune française située dans la circonscription administrative du Bas-Rhin et, depuis le 1er janvier 2021, dans le territoire de la Collectivité européenne d'Alsace, en région Grand Est.
Cette commune se trouve dans la région historique et culturelle d'Alsace et fait partie du parc naturel régional des Vosges du Nord.
Ses habitants sont appelés les Lembachois (« Lembacher » en alsacien).

## Géographie

### Localisation
Lembach se situe à environ 15 kilomètres de Wissembourg, à 25 kilomètres de Haguenau et à six kilomètres de la frontière franco-allemande.

### Géologie et relief
La commune se compose de 81,64 hectares de territoires artificialisés (1,67 %), 838,67 hectares de territoires agricoles (17,14 %) et 3 974,15 hectares de forêts et milieux semi-naturels (81,20 %).
Espaces naturels :
- Six espaces protégés hors Natura 2000,
- Un espace protégé Natura 2000 :

La Sauer et ses affluents.
- Deux zones naturelles d'intérêt écologique, faunistique et floristique (Znieff) :

Vallées de la Sauer et de ses affluents,
Forêt de Dietrich à Dambach et Obersteinbach.
- Site bioarchéologique :

Fleckenstein (château de).
Le village est entouré de collines dont l'altitude atteint 450 à 500 m (Riegelsberg au nord-est, Kraehberg à l'ouest, Hochwald à l'est).
Hydrogéologie et climatologie : Système d’information pour la gestion de l’Aquifère rhénan :
Territoire communal : Occupation du sol (Corinne Land Cover); Cours d'eau (BD Carthage),
Géologie : Carte géologique; Coupes géologiques et techniques,
 Hydrogéologie : Masses d'eau souterraine; BD Lisa; Cartes piézométriques.

### Sismicité
Commune située dans une zone de sismicité modérée.

### Hydrographie et les eaux souterraines
Hydrogéologie et climatologie : Système d’information pour la gestion des eaux souterraines du bassin Rhin-Meuse :
Territoire communal : Occupation du sol (Corinne Land Cover); Cours d'eau (BD Carthage),
Géologie : Carte géologique; Coupes géologiques et techniques,
 Hydrogéologie : Masses d'eau souterraine; BD Lisa; Cartes piézométriques.
La commune est dans le bassin versant du Rhin au sein du bassin Rhin-Meuse. Elle est drainée par la Sauer, le ruisseau le Soulzbach, le ruisseau le Heimbach, le ruisseau le Schmelzbach, le ruisseau le Steinbach, le ruisseau le Trautbach, le ruisseau le Deutelbach, le ruisseau le Markbach et le ruisseau le Verlorenerbach,.
La Sauer, d'une longueur de 64 km, prend sa source dans la commune  et se jette  dans le Rhin en rive gauche à Munchhausen, après avoir traversé 19 communes.
Le Soulzbach, d'une longueur de 10 km, prend sa source dans la commune de Schnersheim et se jette  dans la Sauer à Wœrth, après avoir traversé cinq communes.

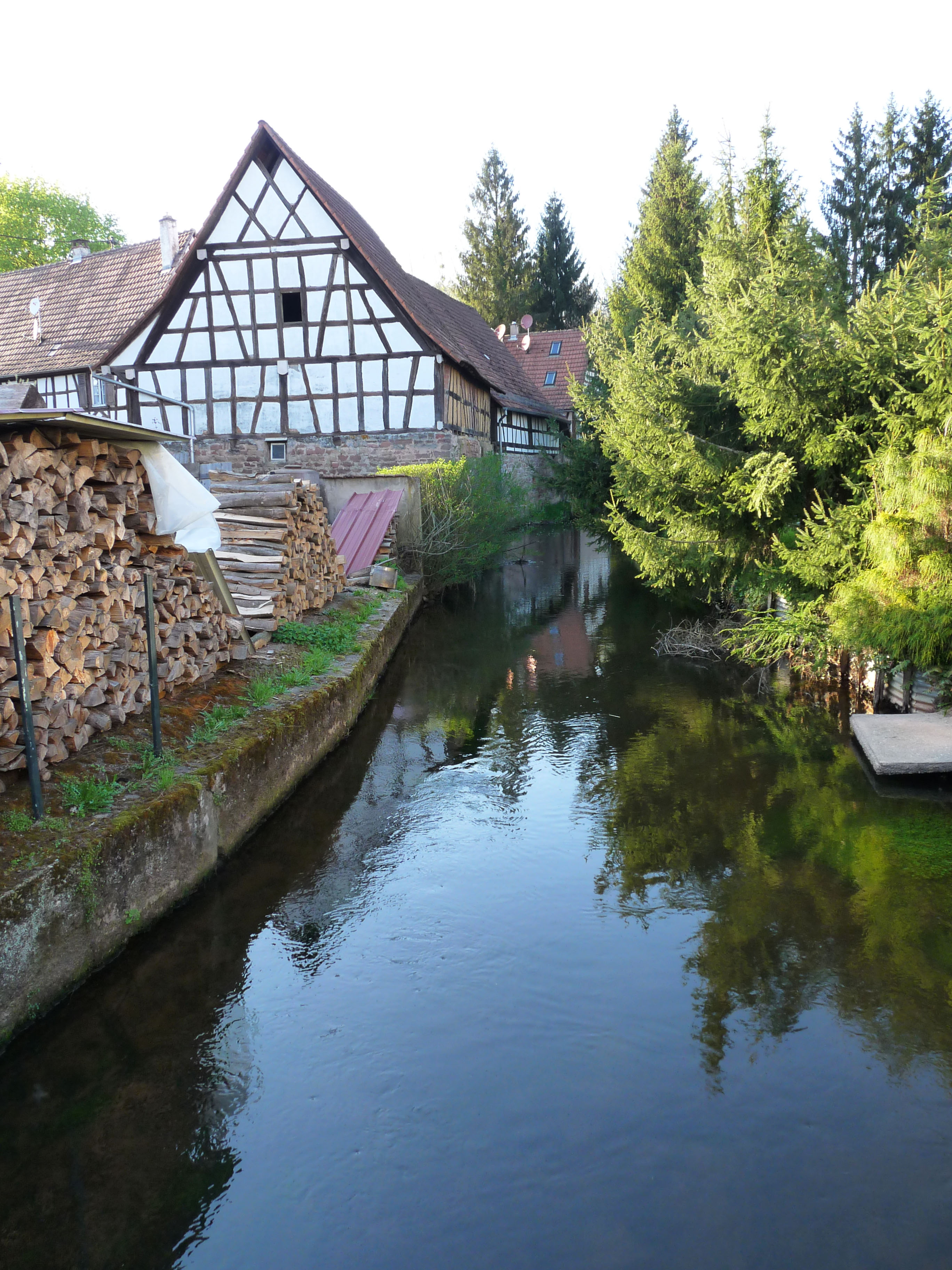
La Sauer à Lembach
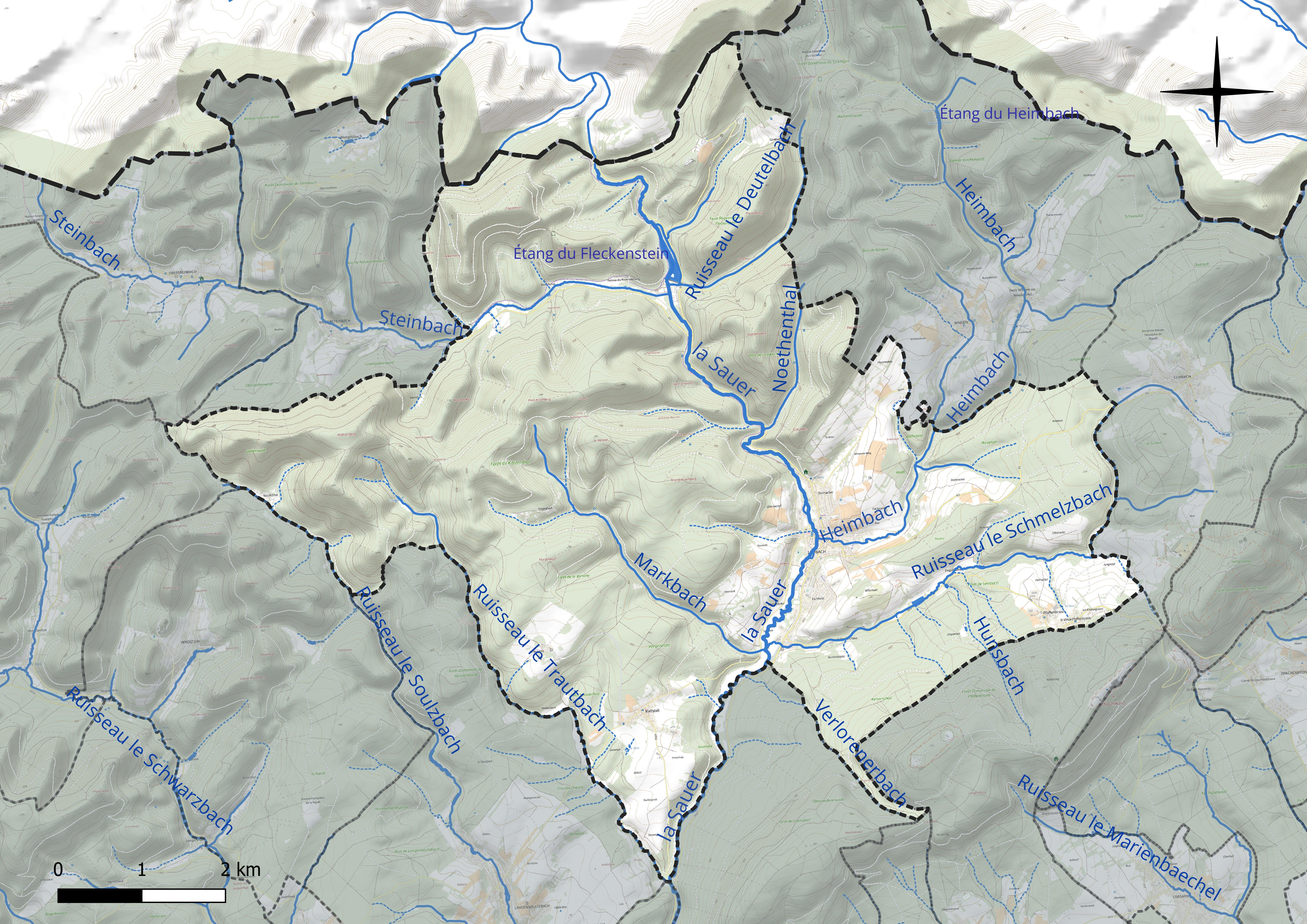
Réseau hydrographique de Lembach.

Un plan d'eau complète le réseau hydrographique : l'étang du Fleckenstein (5,2 ha),.

### Climat
Pour des articles plus généraux, voir Climat du Grand Est et Climat du Bas-Rhin.
En 2010, le climat de la commune est de type climat des marges montargnardes, selon une étude du Centre national de la recherche scientifique s'appuyant sur une série de données couvrant la période 1971-2000. En 2020, Météo-France publie une typologie des climats de la France métropolitaine dans laquelle la commune est exposée à un climat semi-continental et est dans la région climatique  Vosges, caractérisée par une pluviométrie très élevée (1 500 à 2 000 mm/an) en toutes saisons et un hiver rude (moins de 1 °C).
Pour la période 1971-2000, la température annuelle moyenne est de 10,2 °C, avec une amplitude thermique annuelle de 17,5 °C. Le cumul annuel moyen de précipitations est de 821 mm, avec 10,8 jours de précipitations en janvier et 10,9 jours en juillet. Pour la période 1991-2020, la température moyenne annuelle observée sur la station météorologique de Météo-France la plus proche, « Preuschdorf », sur la commune de Preuschdorf à 6 km à vol d'oiseau, est de 11,3 °C et le cumul annuel moyen de précipitations est de 834,2 mm. 
La température maximale relevée sur cette station est de 39,8 °C, atteinte le 4 juillet 2015 ; la température minimale est de −19,9 °C, atteinte le 8 janvier 1985,,.
Les paramètres climatiques de la commune ont été estimés pour le milieu du siècle (2041-2070) selon différents scénarios d'émission de gaz à effet de serre à partir des nouvelles projections climatiques de référence DRIAS-2020. Ils sont consultables sur un site dédié publié par Météo-France en novembre 2022.

### Voies de communications et transports

#### Voies routières
- D 3 vers Niedersteinbach[21],
- D 503 vers Wingen,
- D 925 vers Hirschthal.

#### Transports en commun
- Transports en Alsace.
- Fluo Grand Est.

#### Lignes SNCF

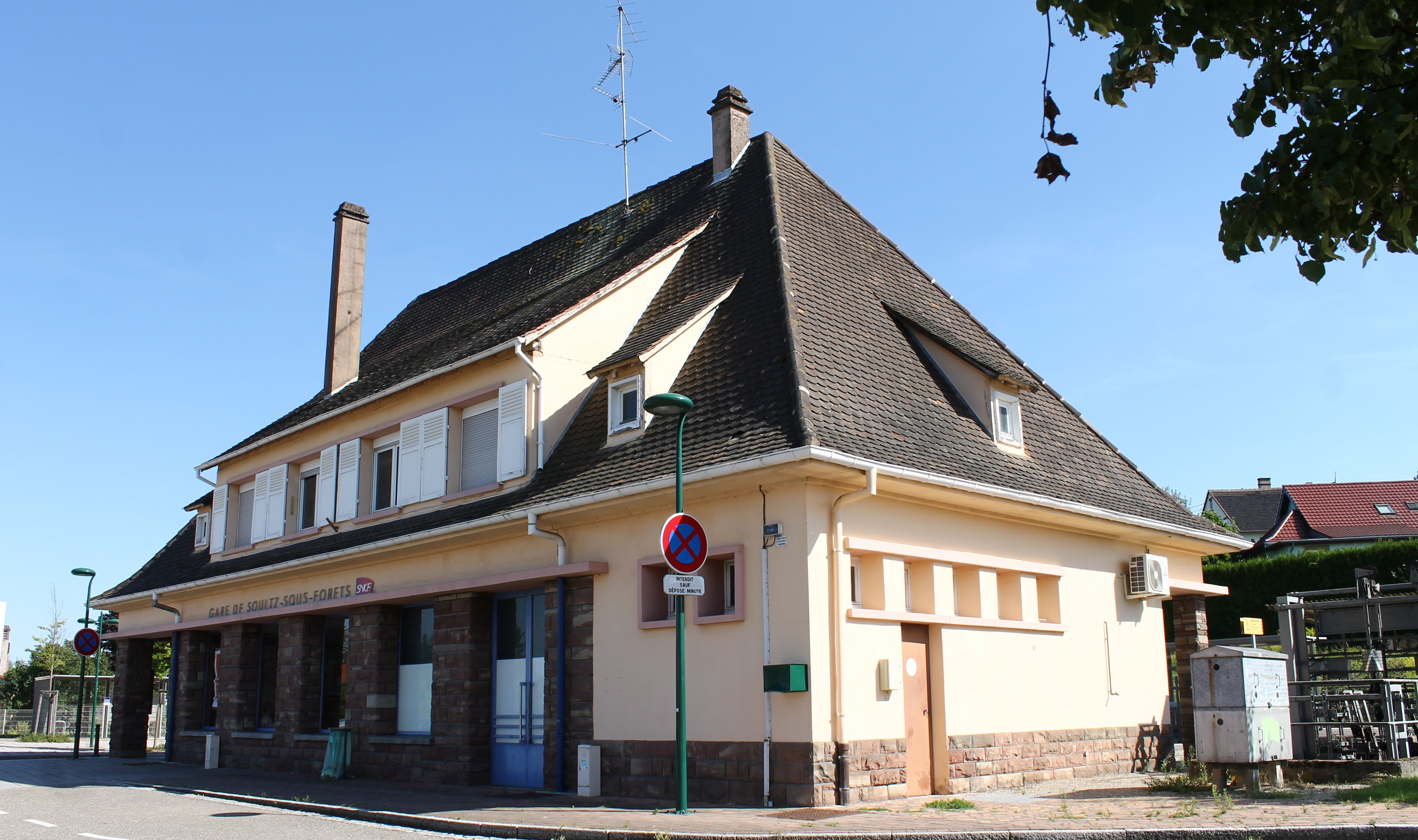
Gare de Soultz-sous-Forêts.

- Gare de Hoelschloch.
- Gare de Soultz-sous-Forêts.
- Gare de Wissembourg.
- Gare de Reichshoffen-Ville.
- Gare de Riedseltz.

### Intercommunalité
Commune membre de la communauté de communes Sauer-Pechelbronn.
Un des points géodésiques du réseau géodésique français se trouve dans le cimetière de la commune
| Niedersteinbach   | Schönau ( Allemagne) Hirschthal ( Allemagne) | Wingen       |
| Dambach Windstein | Lembach                                      | Climbach     |
| Langensoultzbach  | Gœrsdorf                                     | Lampertsloch |

## Urbanisme

### Typologie
Au 1er janvier 2024, Lembach est catégorisée bourg rural, selon la nouvelle grille communale de densité à sept niveaux définie par l'Insee en 2022.
Elle est située hors unité urbaine et hors attraction des villes,.

### Occupation des sols
L'occupation des sols de la commune, telle qu'elle ressort de la base de données européenne d’occupation biophysique des sols Corine Land Cover (CLC), est marquée par l'importance des forêts et milieux semi-naturels (81,3 % en 2018), une proportion sensiblement équivalente à celle de 1990 (81,4 %). La répartition détaillée en 2018 est la suivante : 
forêts (81,3 %), prairies (8,5 %), zones agricoles hétérogènes (5,4 %), cultures permanentes (1,8 %), zones urbanisées (1,7 %), terres arables (1,4 %). L'évolution de l’occupation des sols de la commune et de ses infrastructures peut être observée sur les différentes représentations cartographiques du territoire : la carte de Cassini (XVIIIe siècle), la carte d'état-major (1820-1866) et les cartes ou photos aériennes de l'IGN pour la période actuelle (1950 à aujourd'hui).

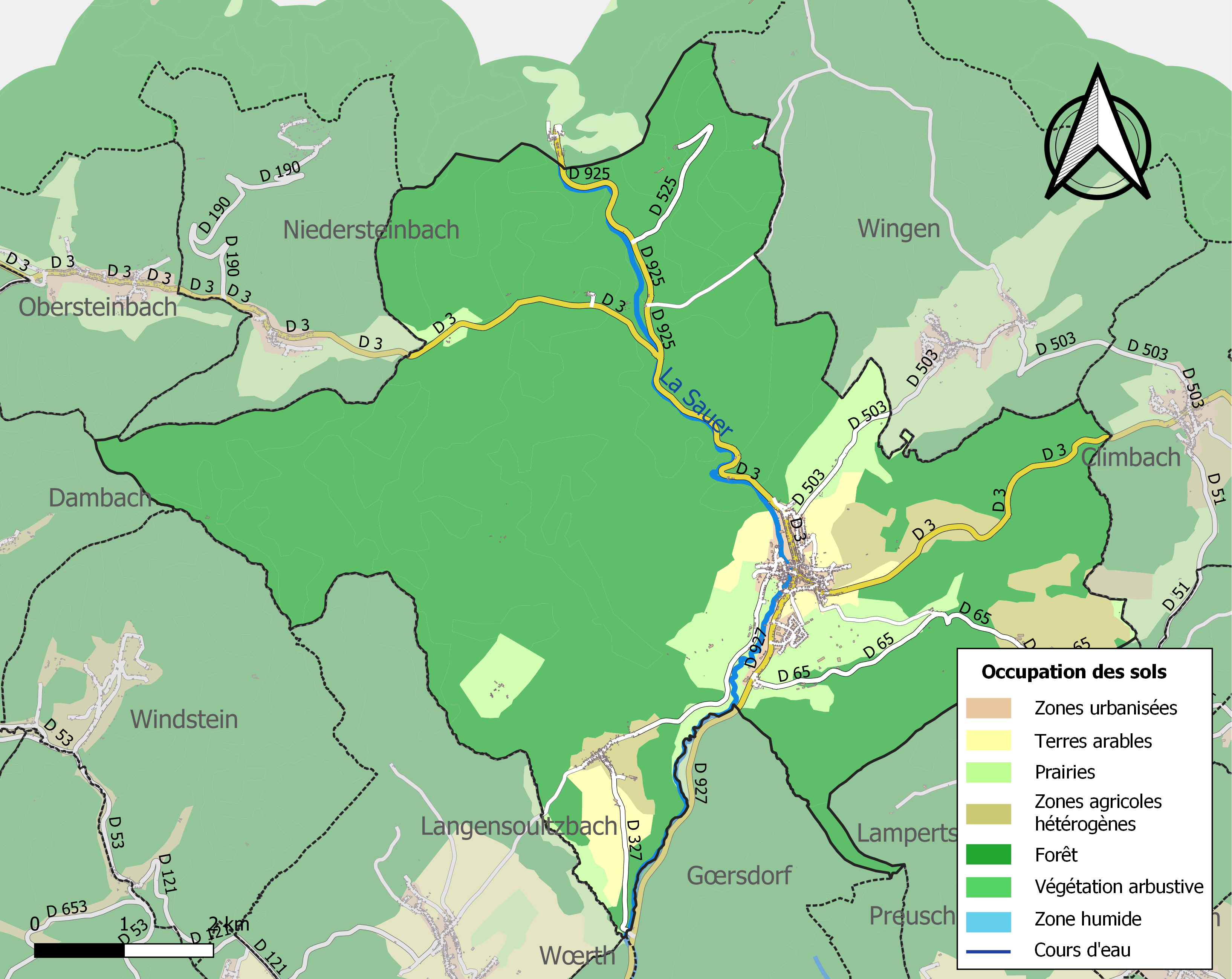
Carte des infrastructures et de l'occupation des sols de la commune en 2018 (CLC).

## Toponymie
On trouve mention de ce site en 786, sous le vocable Lonunbuach qui peut se traduire par l'endroit où le terrain est instable.

## Histoire
Cette commune a la particularité d'avoir un territoire très vaste et très riche en histoire avec ses châteaux forts (dont le plus célèbre, le Fleckenstein), un tronçon de la ligne Maginot (ouvrage du Four-à-Chaux, ouvrage de Lembach et des casemates), sa tuilerie, ses moulins, et ses lavoirs.
Si des vestiges gallo-romains témoignent d’une occupation très ancienne du site de Lembach, la première mention écrite du village date de 745.
Au Moyen Âge, Lembach connaît une situation administrative très complexe. La Sauer fait office de frontière entre deux territoires ayant des statuts différents : sur la rive droite le Flecken, un fief concédé par un seigneur à un vassal ; et sur la rive gauche le village (Dorf), un ensemble de terres libres de toute obligation. D’ailleurs, Lembach comporte à cette époque deux moulins sur la Sauer : l’un situé sur la rive droite (Moulin du Haut, actuelle scierie) et l’autre situé sur la rive gauche (Moulin du Bas), (voir infra).
Plusieurs seigneurs se sont succédé en tant que propriétaires du fief (rive droite) : les Ettendorf (au XIIIe siècle), l’évêque de Strasbourg (de 1399 à 1409), les Fleckenstein (de 1409 à 1720) qui ont également acquis le village (rive gauche) et les Vitztum von Egersberg (de 1721 jusqu’à la Révolution française).
Le 22 décembre 1793 a lieu le combat de Lembach en marge de la bataille de Wœrth-Frœschwiller.
L’histoire de Lembach a été marquée par une succession de périodes de prospérité et de déclin. En 1899 est ouverte une petite ligne de chemin de fer qui relie Lembach à Walbourg, et à la grande ligne Wissembourg - Strasbourg. Cette ligne marque le début du tourisme dans la haute vallée de la Sauer. La ligne est exploitée par le réseau Alsace-Lorraine puis par la SNCF. La ligne est fermée en 1975 pour le trafic marchandises et déclassée en 1990. Les rails sont déposés en 1992 pour permettre l'aménagement d'une piste cyclable.
Entre 1930 et 1935, la construction de l’ouvrage de la ligne Maginot, le Four-à-Chaux, marque la dernière grande période de prospérité économique.
En 1939, lors de la déclaration de la Seconde Guerre mondiale, les habitants de Lembach sont évacués en Haute-Vienne. À la fin de la guerre, le village est libéré deux fois : une première fois le 14 décembre 1944, et une seconde fois le 19 mars 1945.
À partir des années 1970, les habitants voient fermer les commerces les uns après les autres, victimes de la grande distribution implantée dans les villes proches. Le village n’offrant plus guère de travail, Lembach ne peut contenir le départ des jeunes habitants, et subit un important vieillissement de la population.
Le 1er septembre 1972, la commune fusionne avec le village de Mattstall qui devient commune associée.
En 1993, la commune de Lembach fait partie des membres fondateurs de la communauté de communes de la Vallée de la Sauer, qui devient la communauté de communes Sauer-Pechelbronn en 2008.
Il y a de nombreux vergers, de pommiers non traités principalement, autour de Lembach. Une association de producteurs de fruits, l'APFLE, parmi ses activités, les récolte pour les vendre à une entreprise du Bas-Rhin qui produit un jus sous l'appellation « Jus de pomme de la Vallée de la Sauer » ainsi qu'à l'association allemande de protection de l’environnement du Palatinat, Lüna Südpfalz. L'APFLE plante des fruitiers et presse aussi son propre jus pour les adhérents.

### Héraldique
| Blason de Lembach | Blason  | De gueules à l'écusson cousu de sinople chargé de trois fasces d'argent, en pointe, sommé d'un arbre d'or. |
| Blason de Lembach | Détails | |

## Politique et administration

### Budget et fiscalité 2023

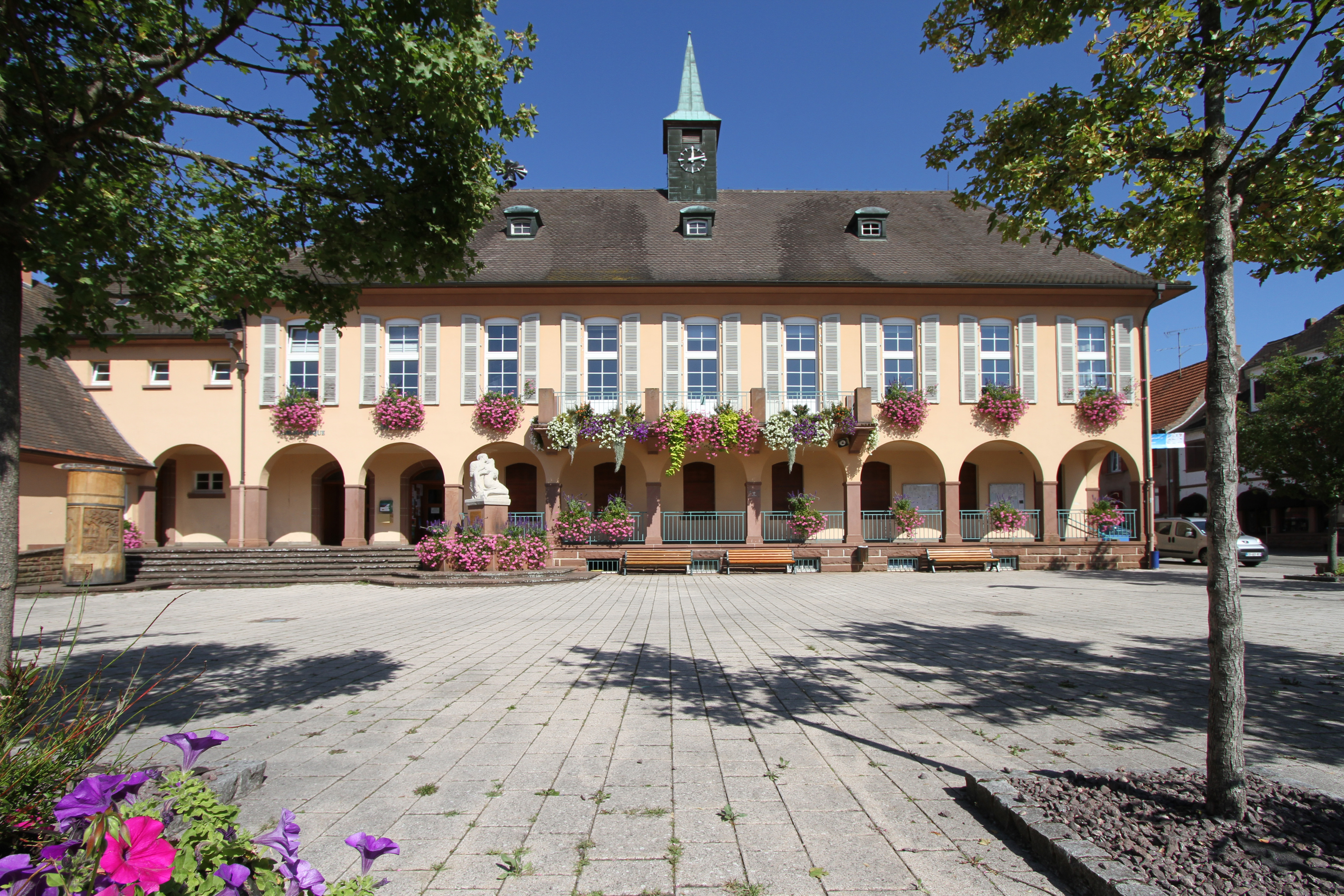
La mairie de Lembach.

En 2023, le budget de la commune était constitué ainsi :
- total des produits de fonctionnement : 1 440 000 €, soit 904 € par habitant ;
- total des charges de fonctionnement : 1 080 000 €, soit 678 € par habitant ;
- total des ressources d'investissement : 207 000 €, soit 130 € par habitant ;
- total des emplois d'investissement : 845 000 €, soit 530 € par habitant ;
- endettement : 650 000 €, soit 408 € par habitant.

Avec les taux de fiscalité suivants :
- taxe d'habitation : 11,50 % ;
- taxe foncière sur les propriétés bâties : 24,92 % ;
- taxe foncière sur les propriétés non bâties : 52,25 % ;
- taxe additionnelle à la taxe foncière sur les propriétés non bâties : 0,00 % ;
- cotisation foncière des entreprises : 0,00 %.

Chiffres clés Revenus et pauvreté des ménages en 2021 : médiane en 2021 du revenu disponible, par unité de consommation : 23 830 €.

### Liste des maires
Période avant la guerre de 1939-1945 : la commune de Lembach était gérée par un administrateur, qui était également le premier secrétaire de mairie.

## Population et société

### Démographie

#### Évolution démographique
L'évolution du nombre d'habitants est connue à travers les recensements de la population effectués dans la commune depuis 1793. Pour les communes de moins de 10 000 habitants, une enquête de recensement portant sur toute la population est réalisée tous les cinq ans, les populations de référence des années intermédiaires étant quant à elles estimées par interpolation ou extrapolation. Pour la commune, le premier recensement exhaustif entrant dans le cadre du nouveau dispositif a été réalisé en 2007.

En 2022, la commune comptait 1 510 habitants, en évolution de −3,21 % par rapport à 2016 (Bas-Rhin : +3,17 %, France hors Mayotte : +2,11 %).
| 1793  | 1800  | 1806  | 1821  | 1831  | 1836  | 1841  | 1846  | 1851  |
| ----- | ----- | ----- | ----- | ----- | ----- | ----- | ----- | ----- |
| 1 186 | 1 536 | 1 539 | 1 818 | 1 976 | 2 129 | 1 961 | 1 949 | 1 880 |

| 1856  | 1861  | 1866  | 1871  | 1875  | 1880  | 1885  | 1890  | 1895  |
| ----- | ----- | ----- | ----- | ----- | ----- | ----- | ----- | ----- |
| 1 624 | 1 674 | 1 684 | 1 479 | 1 452 | 1 545 | 1 491 | 1 438 | 1 436 |

| 1900  | 1905  | 1910  | 1921  | 1926  | 1931  | 1936  | 1946  | 1954  |
| ----- | ----- | ----- | ----- | ----- | ----- | ----- | ----- | ----- |
| 1 463 | 1 463 | 1 448 | 1 426 | 1 468 | 1 499 | 1 802 | 1 566 | 1 501 |

| 1962  | 1968  | 1975  | 1982  | 1990  | 1999  | 2006  | 2007  | 2012  |
| ----- | ----- | ----- | ----- | ----- | ----- | ----- | ----- | ----- |
| 1 602 | 1 663 | 1 782 | 1 681 | 1 710 | 1 689 | 1 724 | 1 728 | 1 620 |

| 2017  | 2022  | - | - | - | - | - | - | - |
| ----- | ----- | - | - | - | - | - | - | - |
| 1 540 | 1 510 | - | - | - | - | - | - | - |

## Économie

### Entreprises et commerces

#### Agriculture
- Agriculteurs, éleveurs.

#### Tourisme
- Hôtels-restaurants[41].
- Chambres d'hôtes.
- Camping[42].

#### Commerces
- Commerces de proximité[43].

## Lieux et monuments
Patrimoine civil :

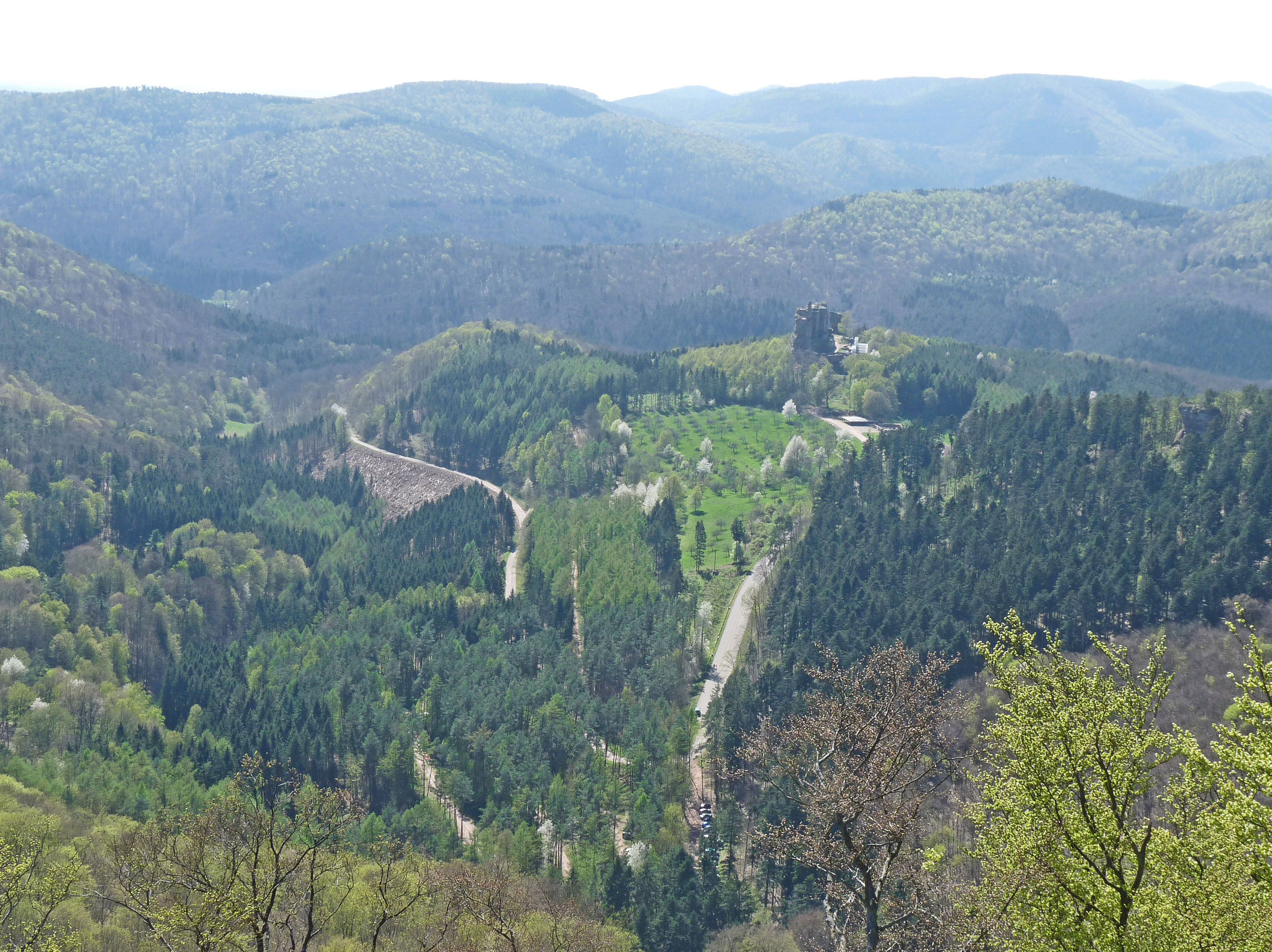
Vue du château de Fleckenstein depuis le château de Loewenstein
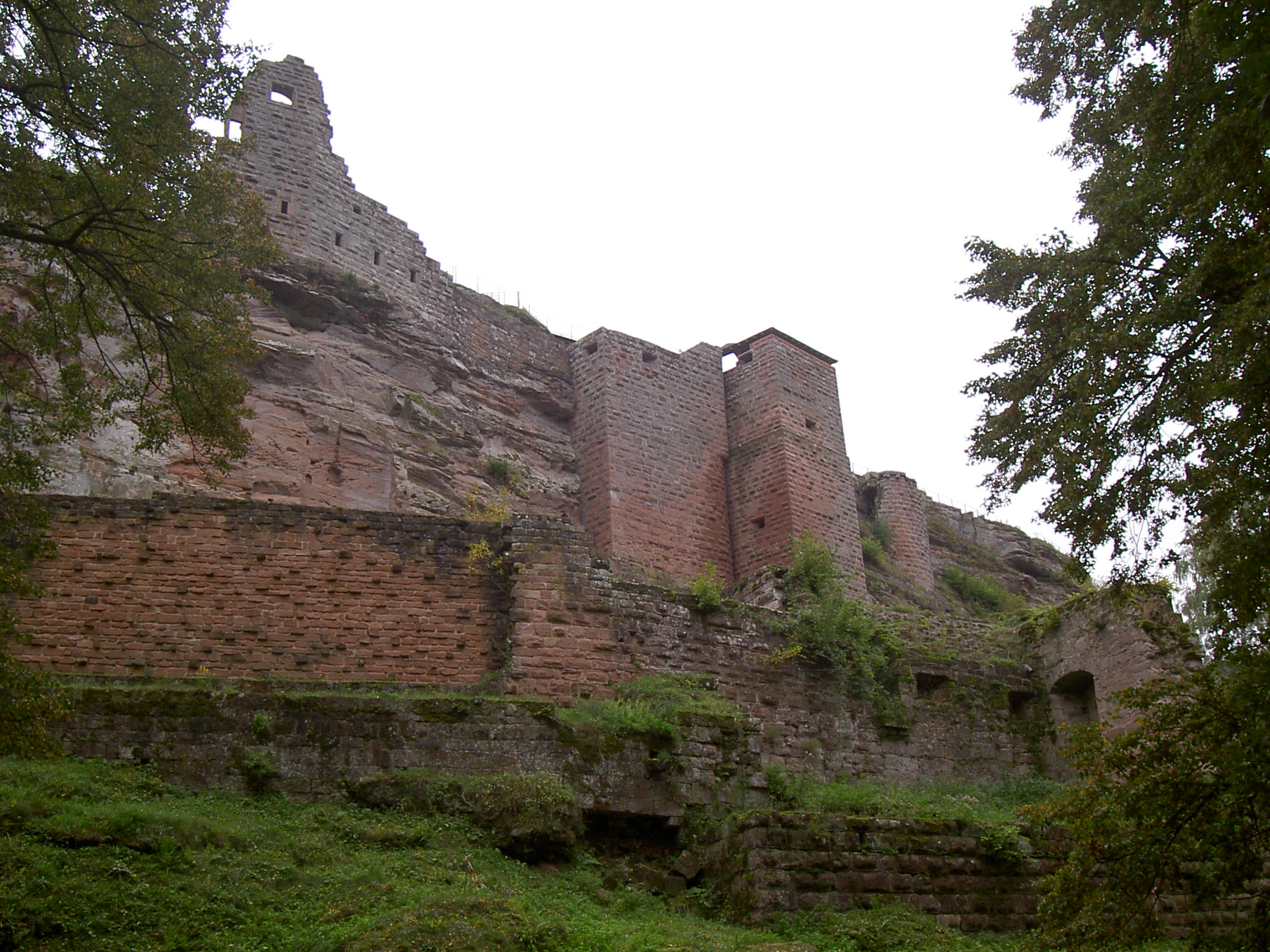
Château du Fleckenstein.
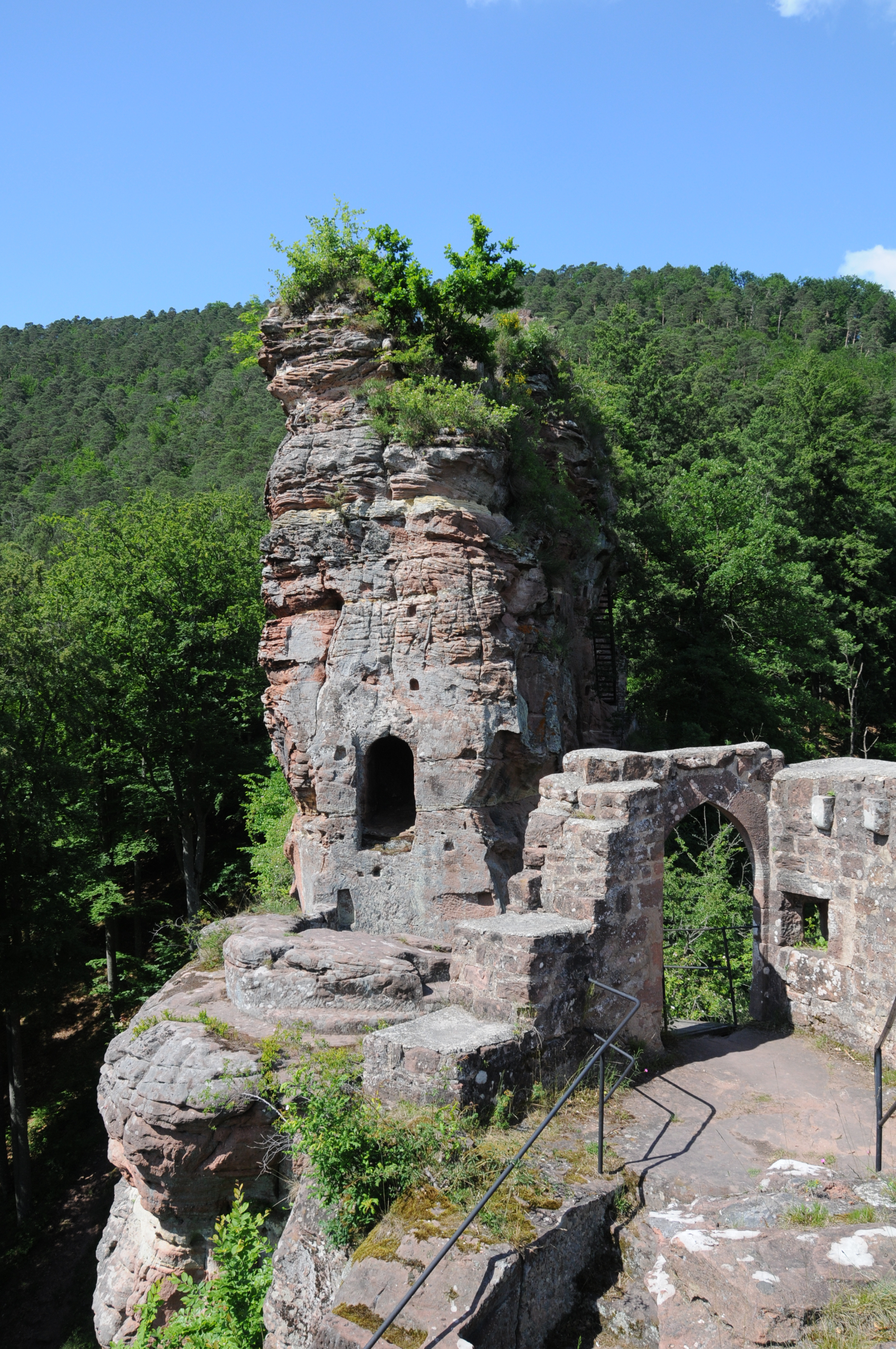
Château de Frœnsbourg.
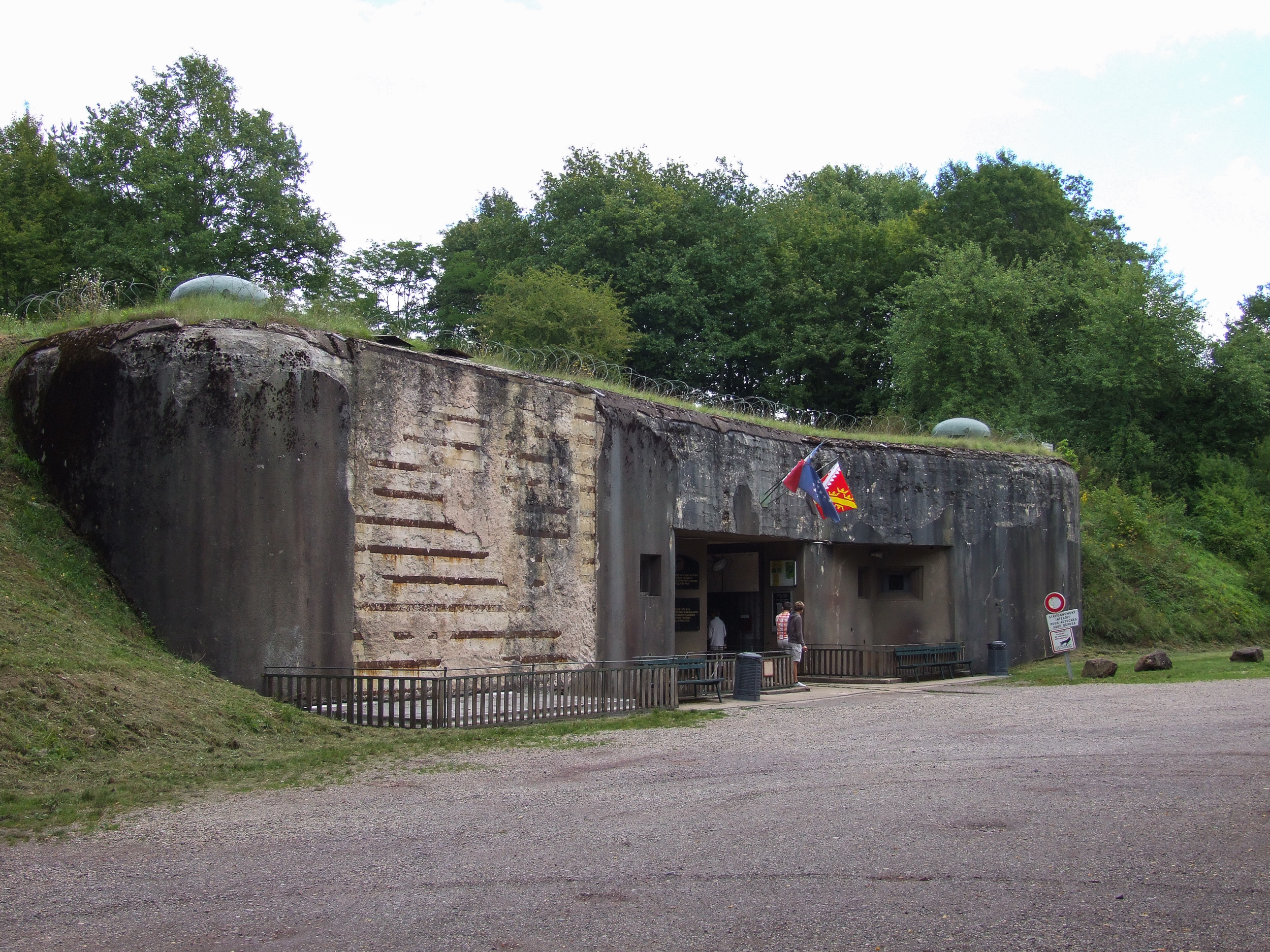
Ouvrage du Four-à-Chaux.
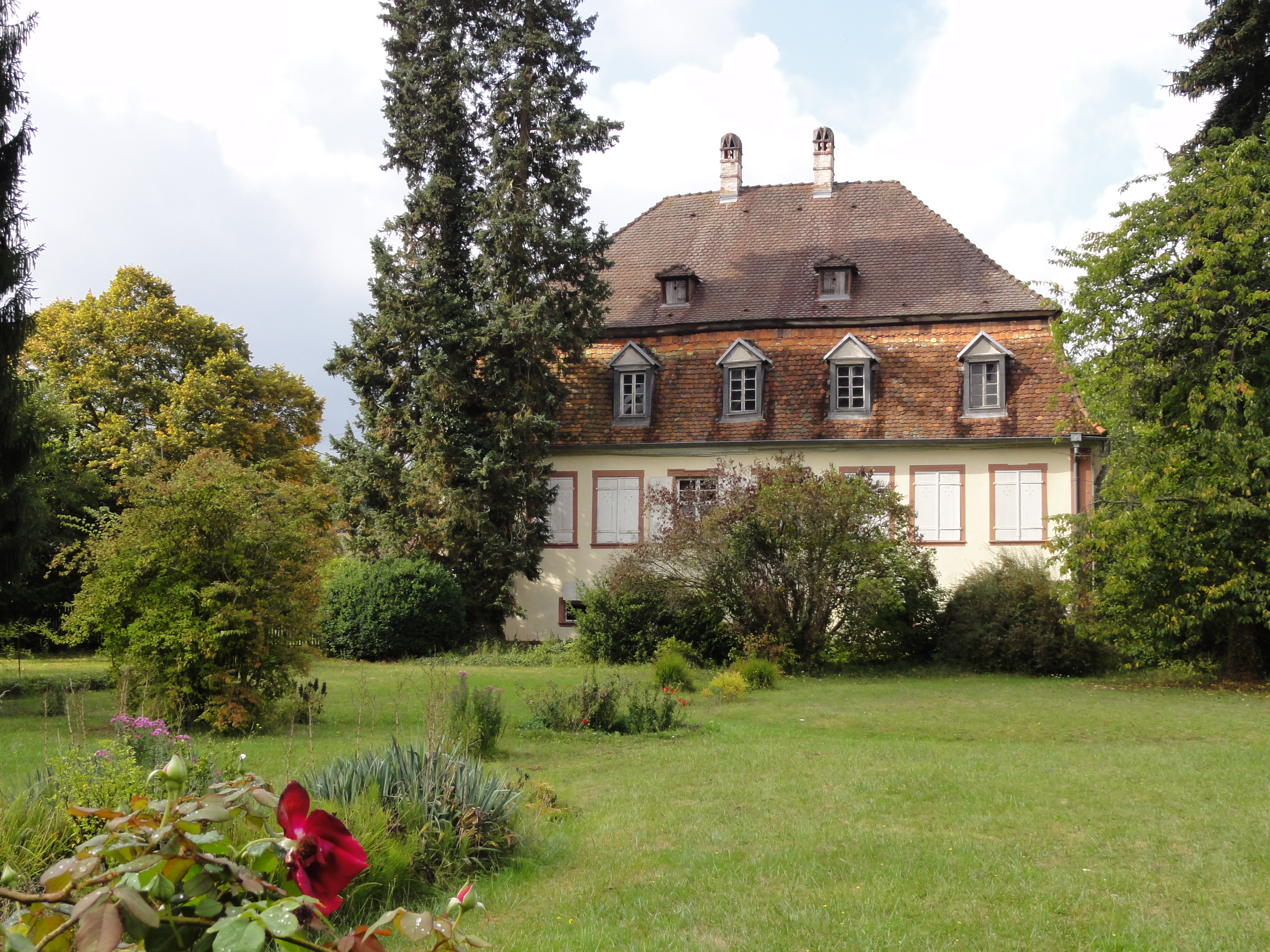
Manoir des Fleckenstein (XVIIIe), 7 rue du Château.
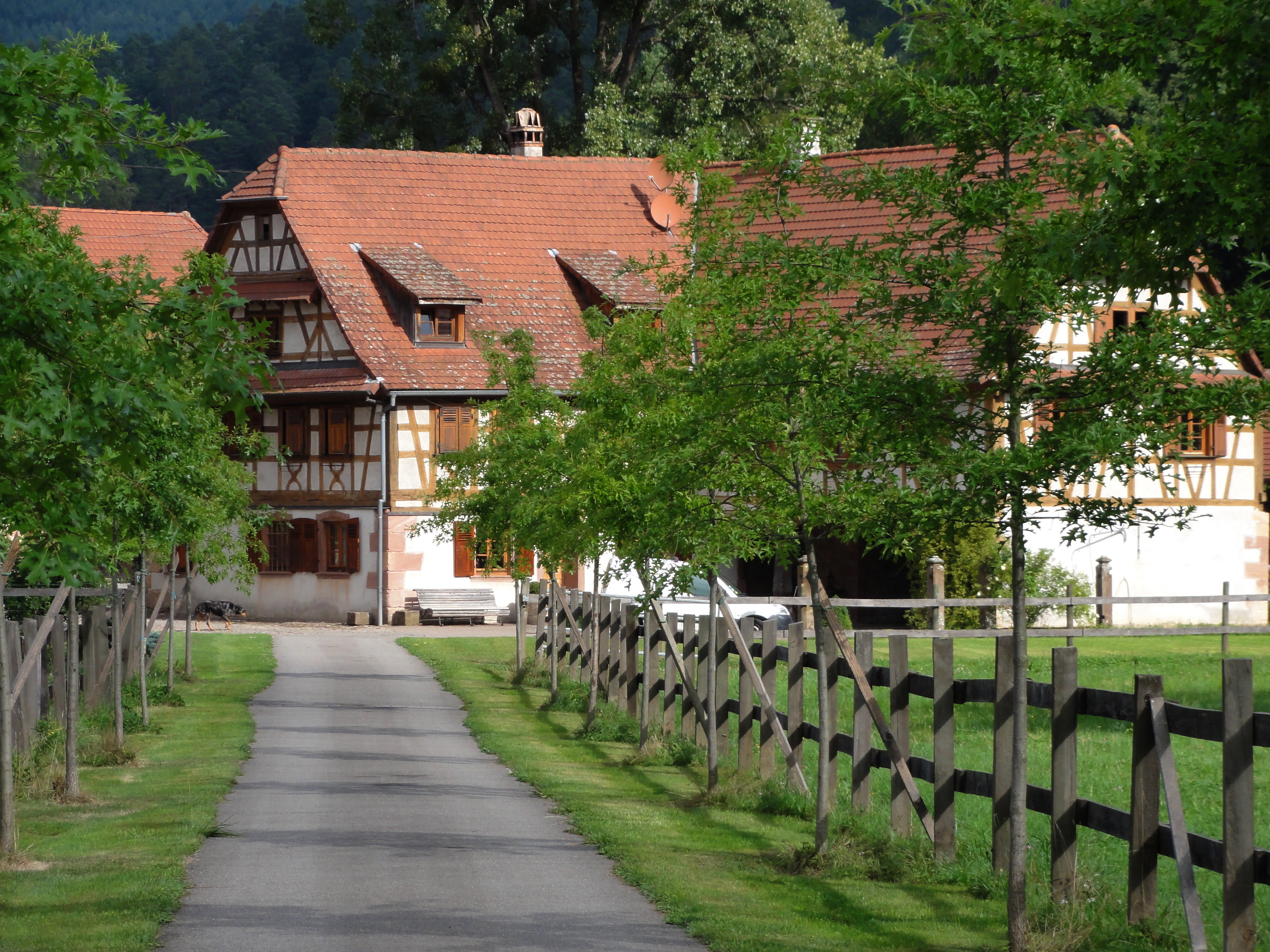
Ancien moulin dit Fleckmühle (1817), 2-4 rue de la Sauer.
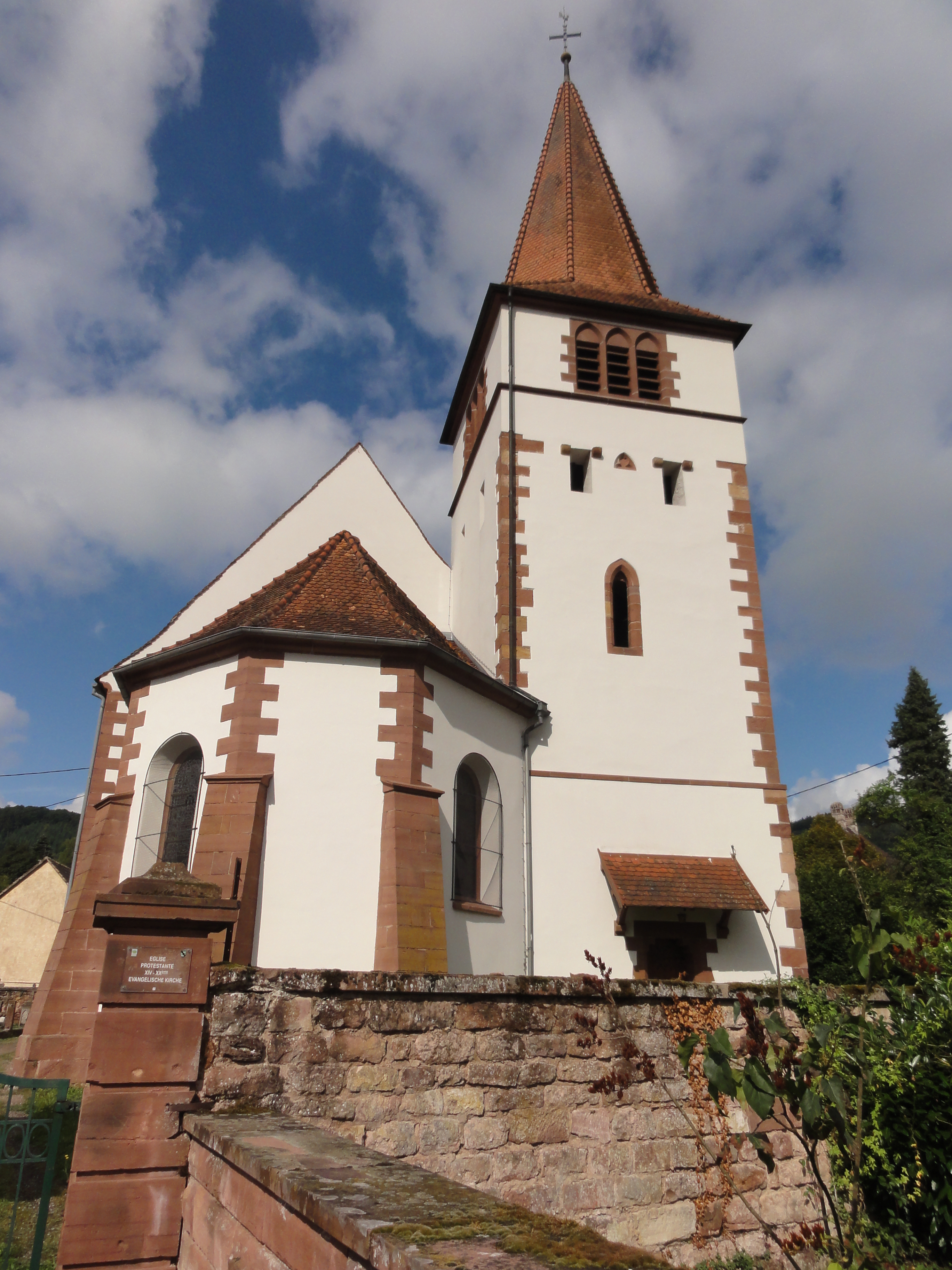
Église protestante luthérienne (1755-1907), rue du Château.
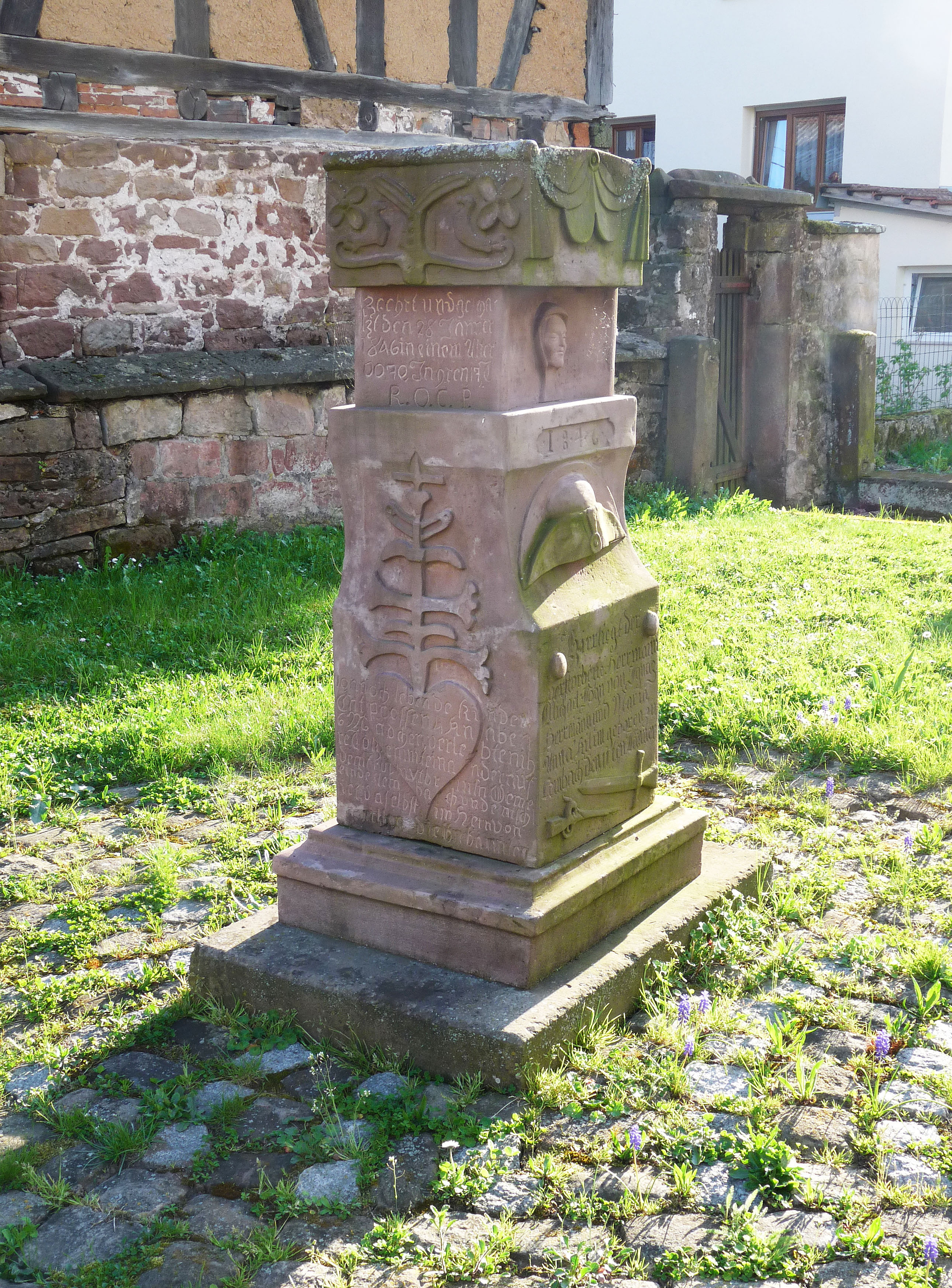
Stèle du soldat napoléonien Herrmann[44].
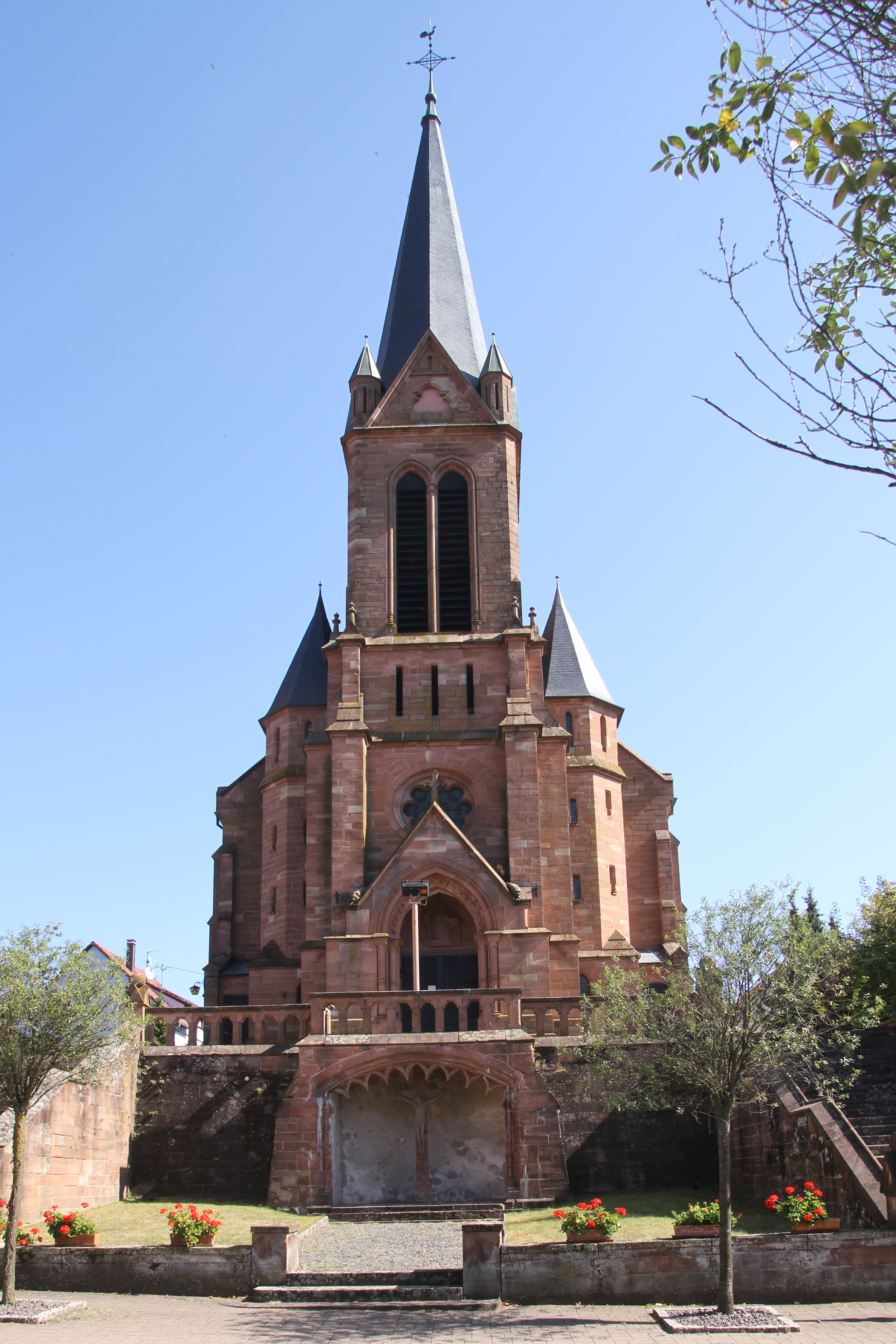
Église Saint-Jacques-le-Majeur de Lembach.
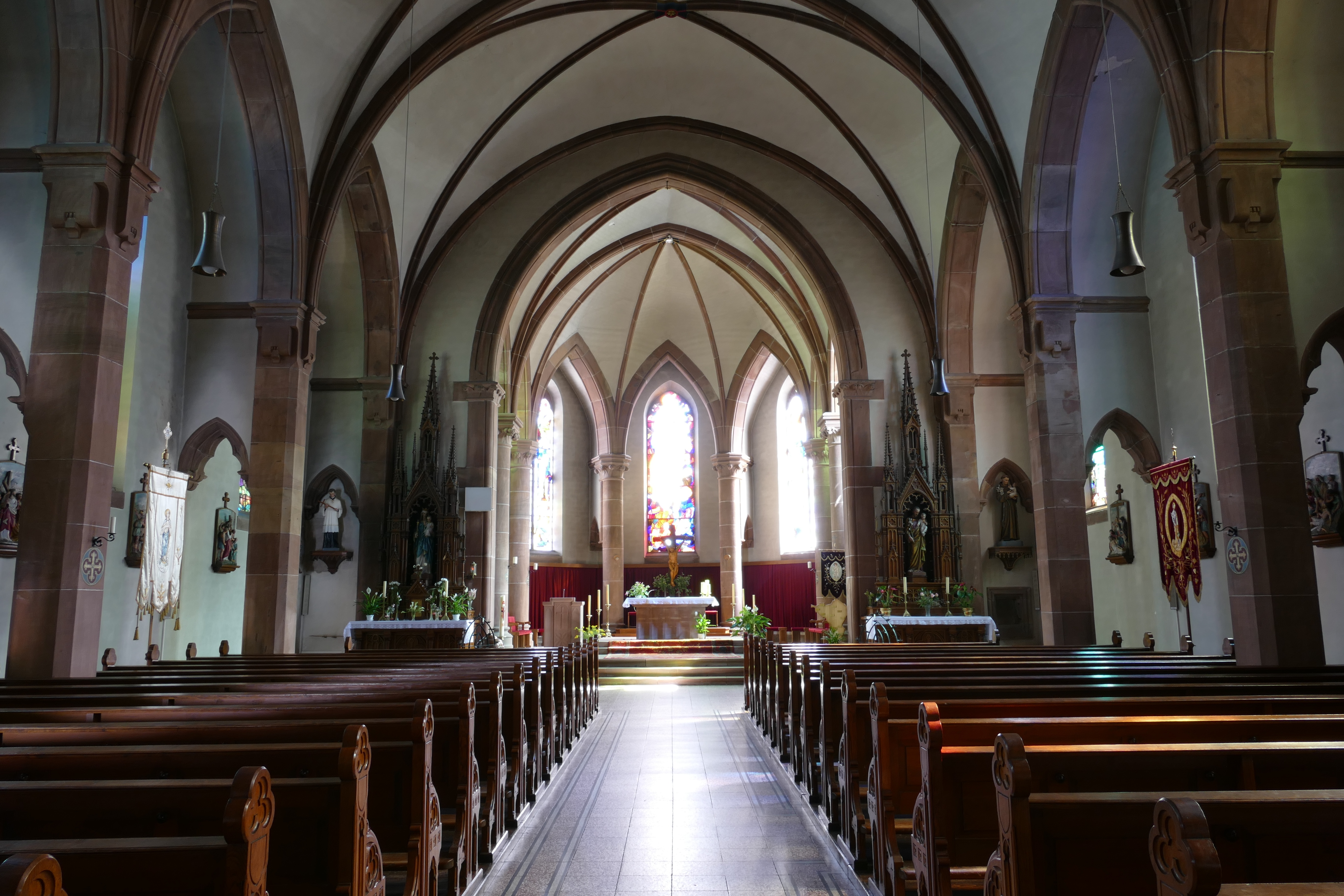
Vue intérieure de la nef vers le chœur.
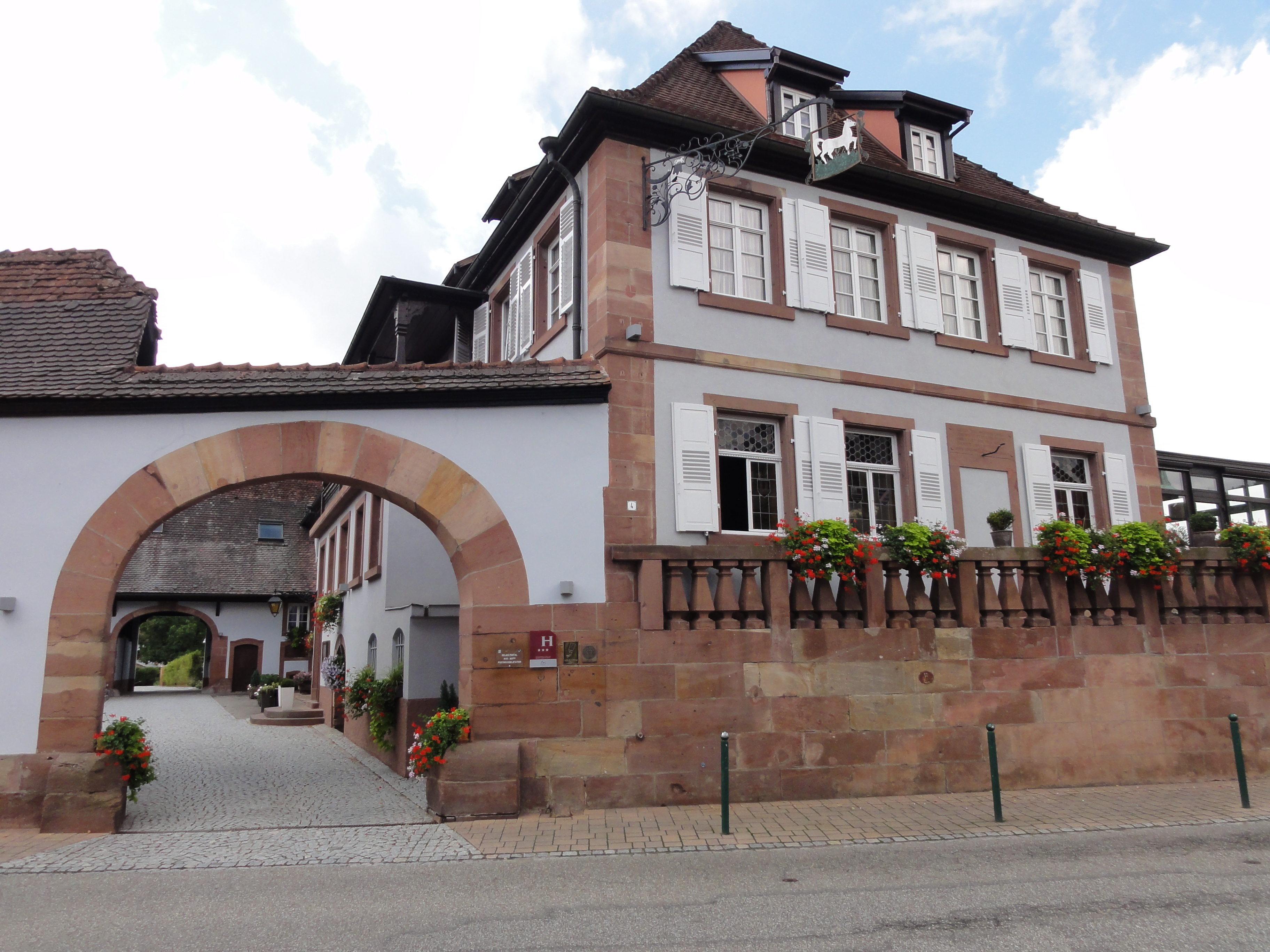
Auberge du Cheval Blanc (1822), 4 route de Wissembourg.
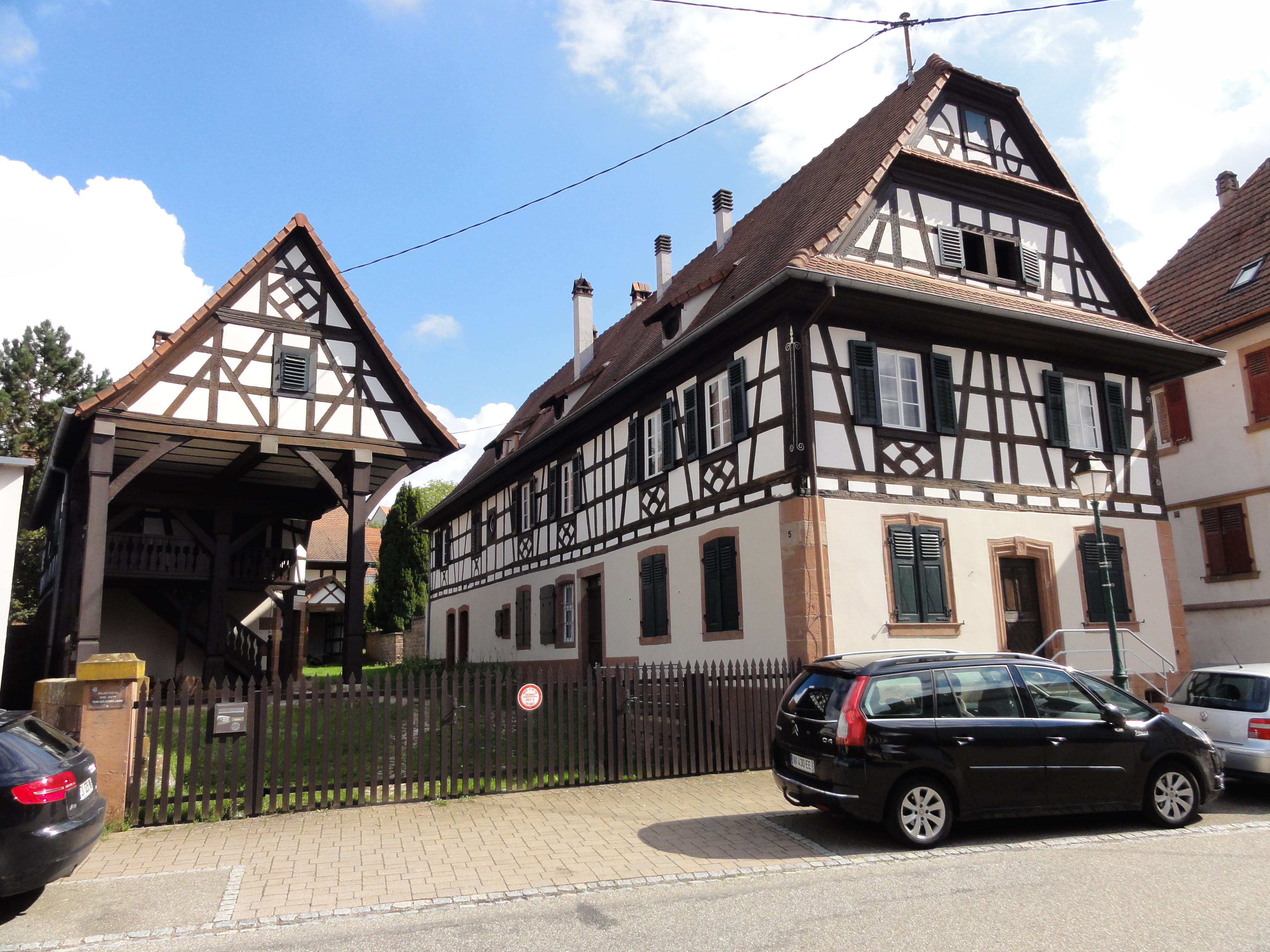
Ancienne auberge de l'Agneau d'Or (XIXe), 5 route de Wissembourg.
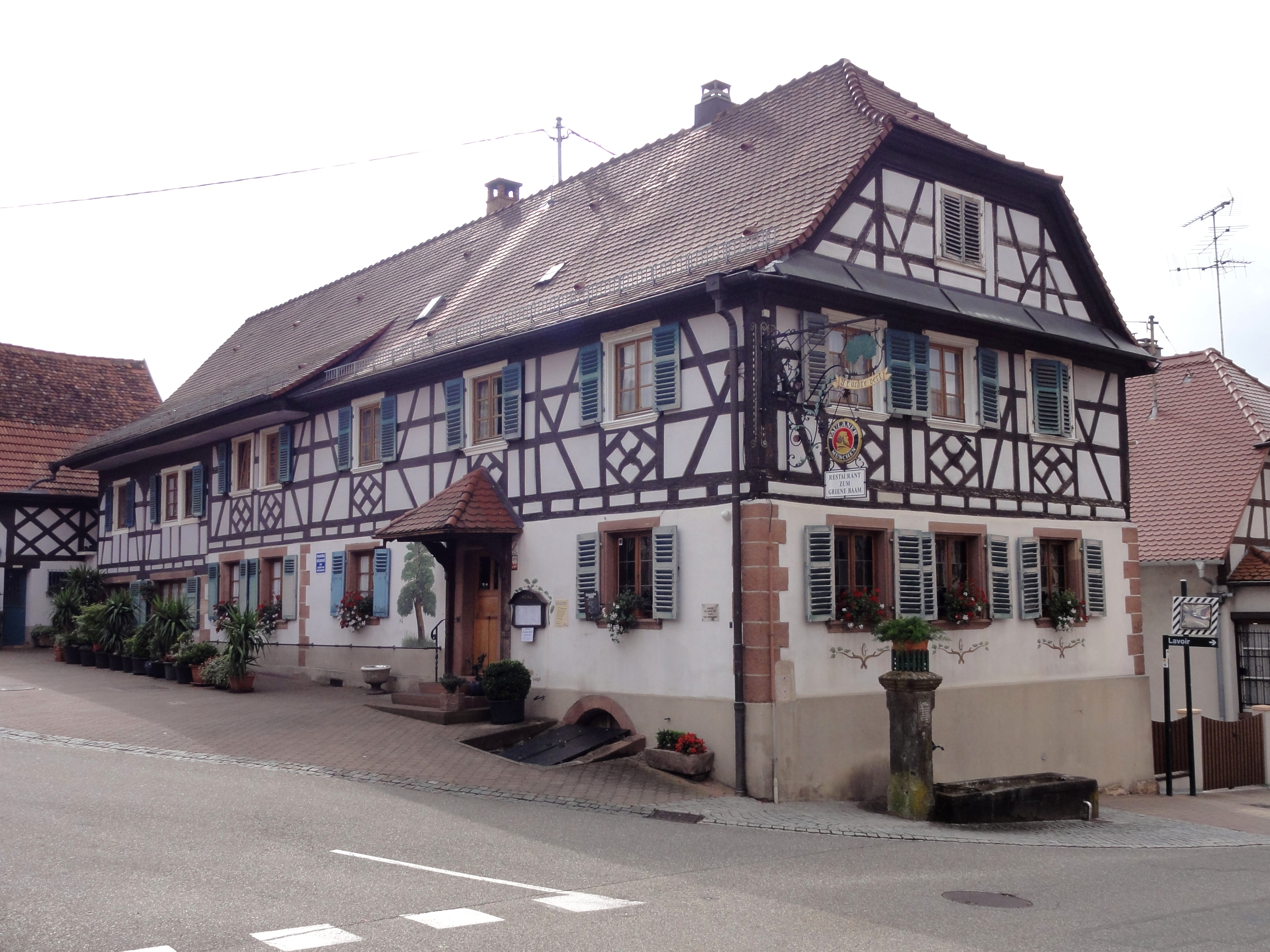
Auberge « À l'Arbre Vert » (1772), angle rue de Bitche, 2 rue de Wingen.
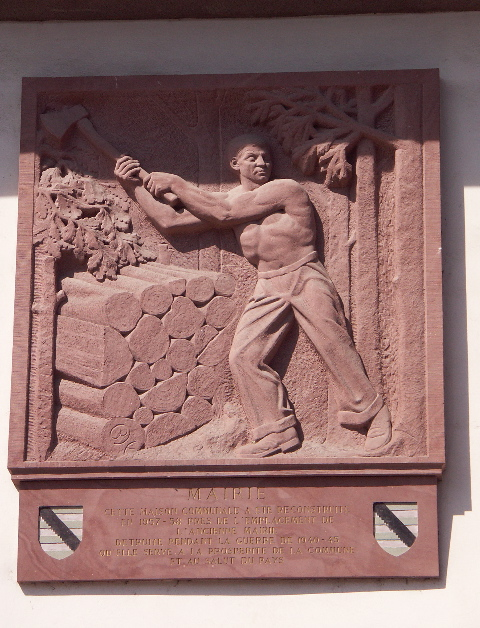
Hommage aux bûcherons et aux charbonniers en bas-relief sur la mairie.

- Le château de Fleckenstein.
- Le château du Frœnsbourg.
- L'ouvrage du Four-à-Chaux (ligne Maginot)[45],[46].
- L'ouvrage de Lembach[47].
- Le moulin de Lembach[48],[49],[50].
- Le manoir des Fleckenstein[51],[52].
- La tuilerie de Lembach[53].
- L'aire de jeux thématique du Gimbelhof[54].
- La Flamme de la paix. Un sculpteur d'origine roumaine, Grégoire Popp, a créé une sculpture qui unit le feu et la colombe[55].

Patrimoine religieux :
- L'église protestante luthérienne (1755-1907) et son orgue de Muhleisen, de 1979[56],[57],[58],[59],[60],[61],[62].
- L'église évangélique Saint-Paul[63].
- L'église Saint-Jacques-le-Majeur (1905)[64].

- Le cimetière[65].
- Monument aux morts[66] : conflits commémorés : guerres 1914-1918 - 1939-1945[67],[68].
- L'ancienne synagogue[69].
- Quelques maisons à colombages remarquables :

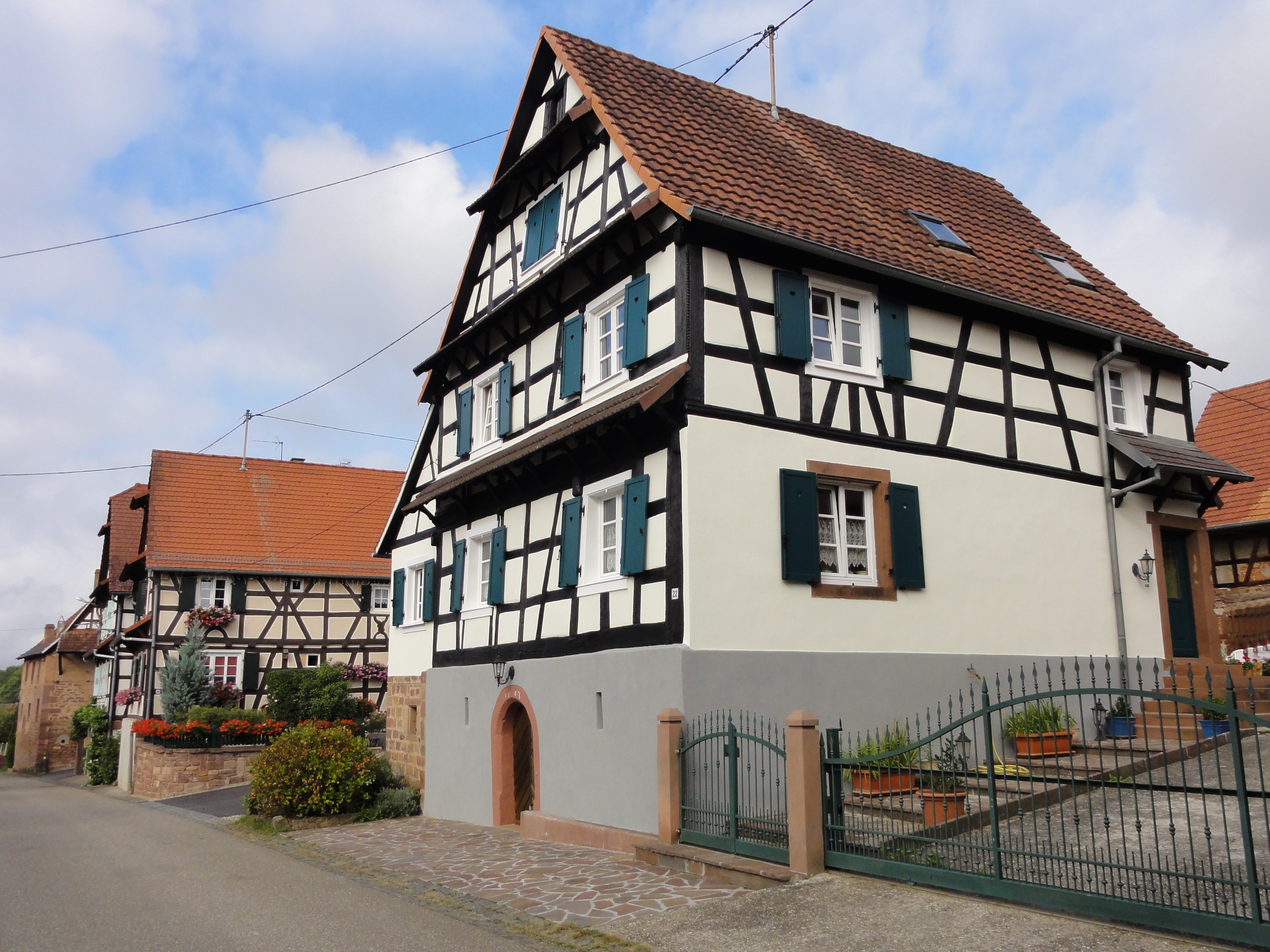
Ancienne ferme (1562), 22 rue Principale (Mattstall).
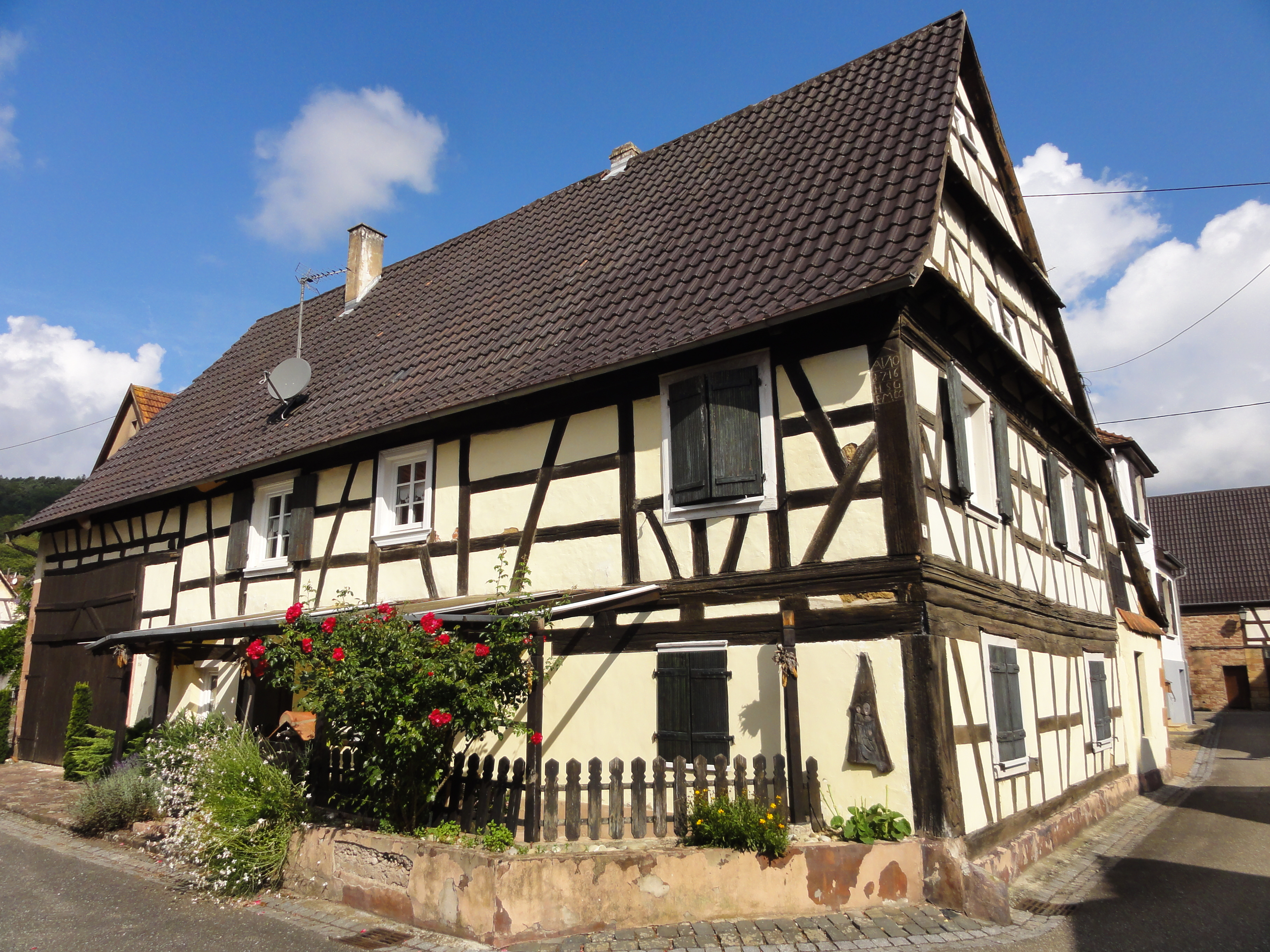
Ancienne ferme (1716), 6 rue du Flecken.
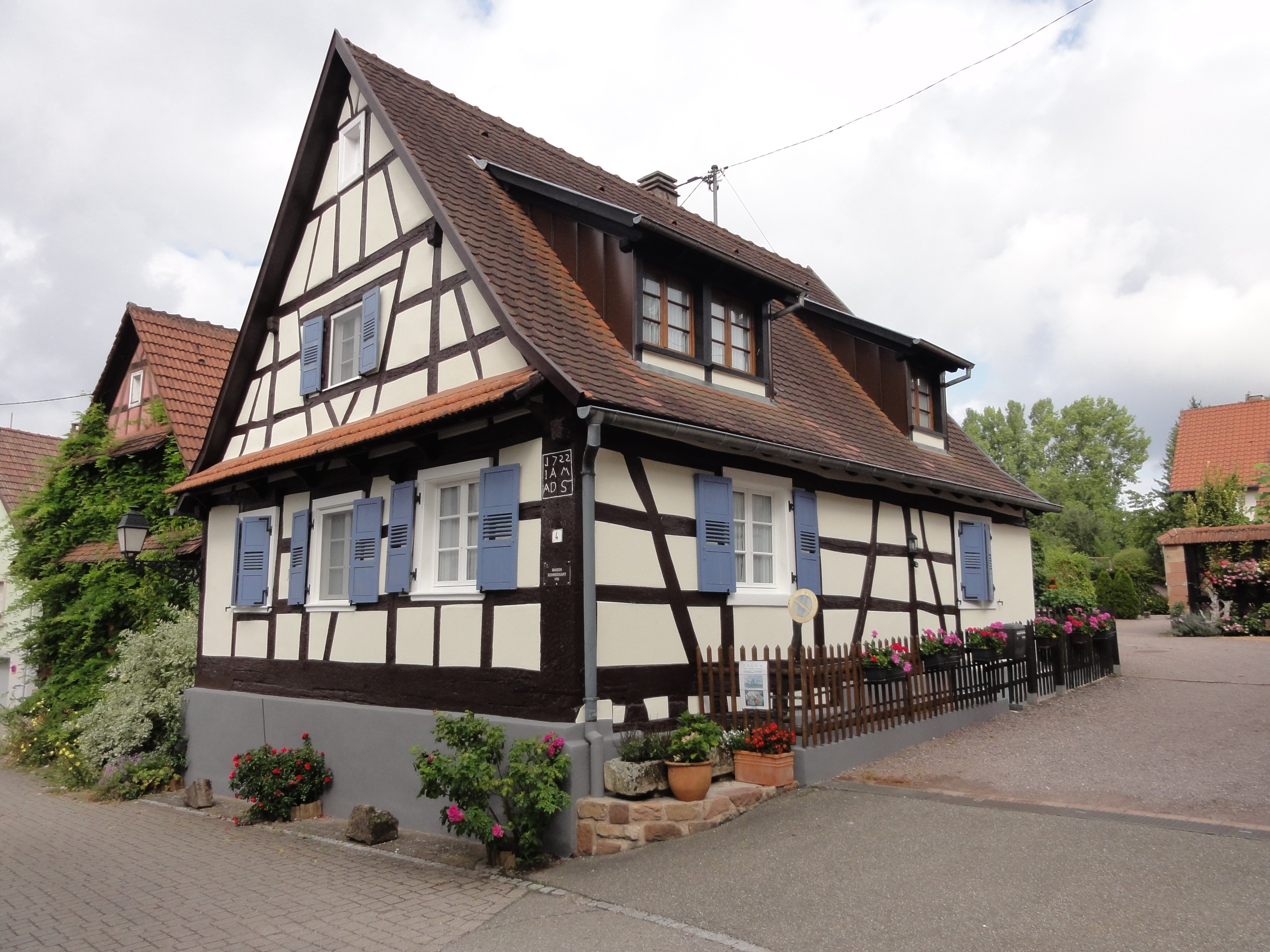
Ancienne ferme (1722), 4 rue de l'Église.
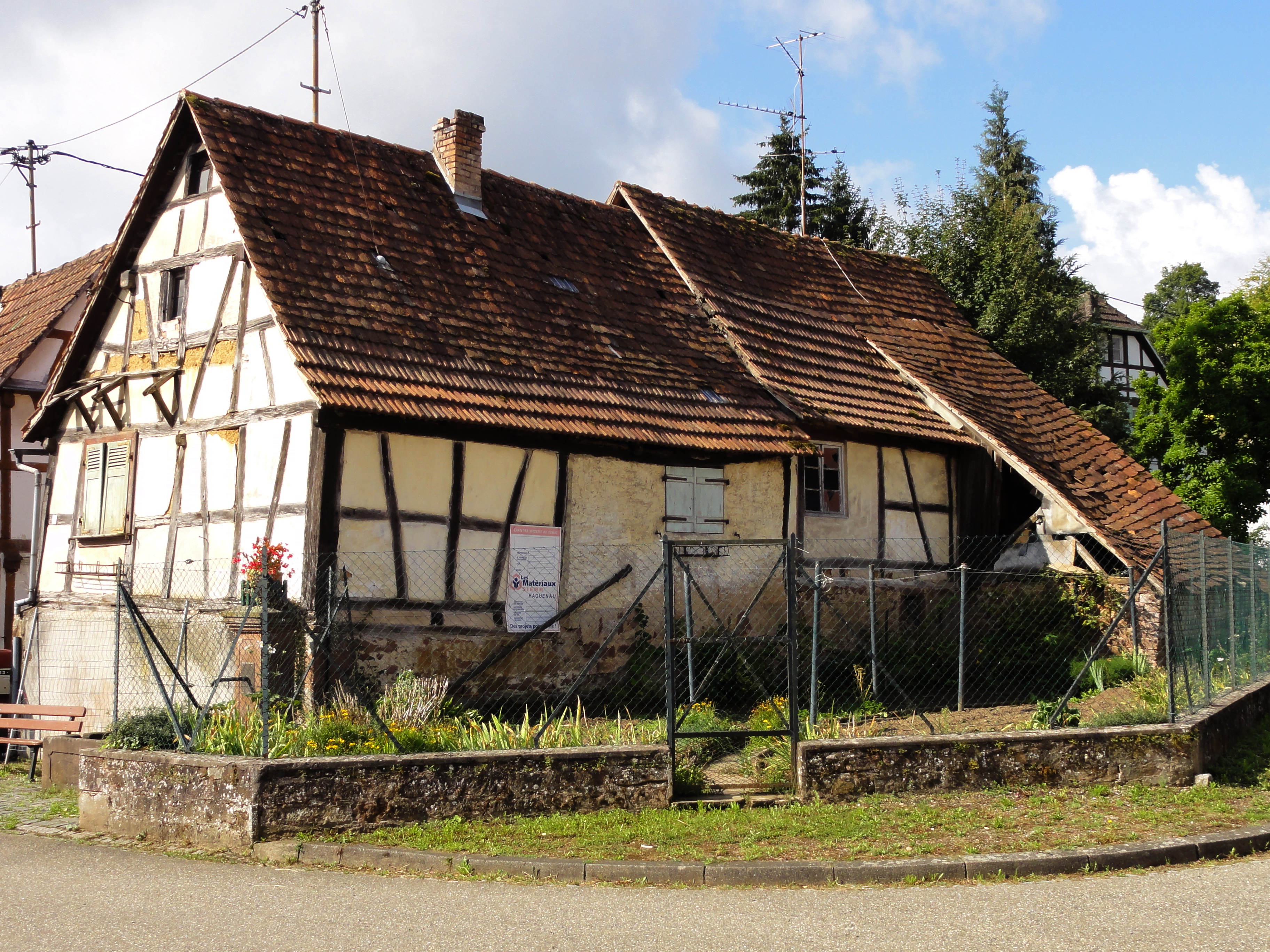
Ancienne ferme (1737), 19 rue de Mattstall.
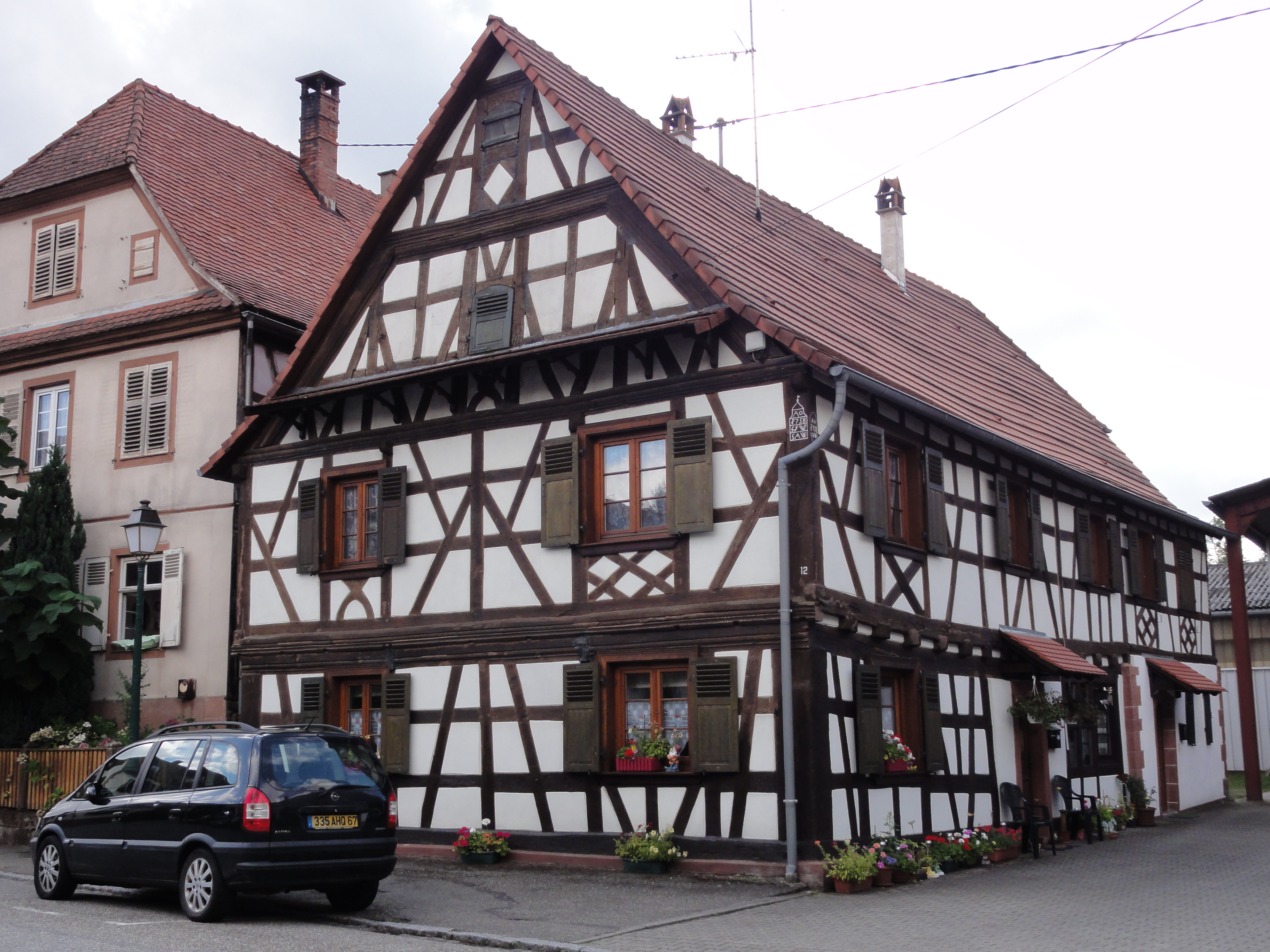
Ancienne ferme (1758), 12 route de Wissembourg.
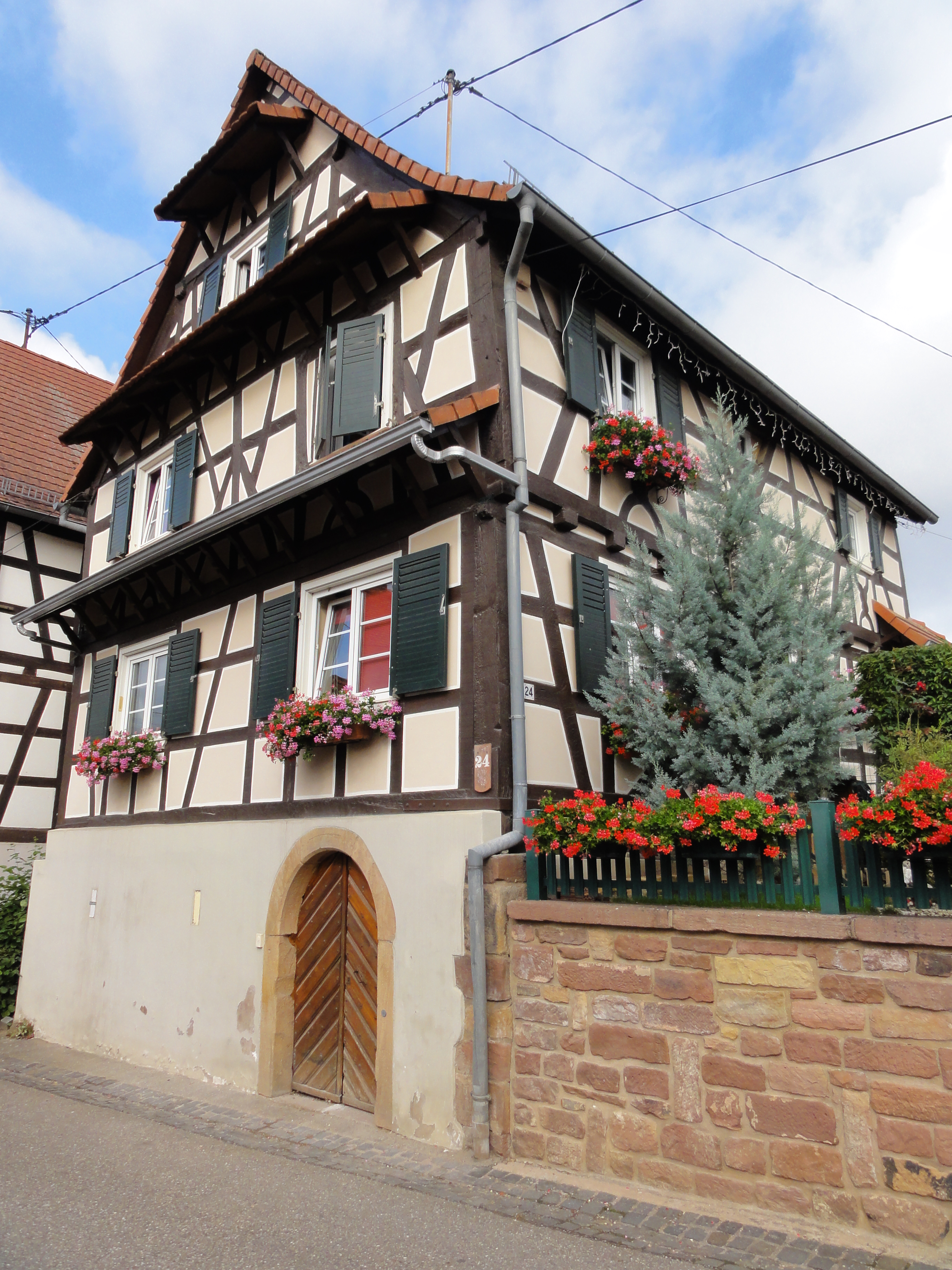
Ancienne ferme (1747), 24 rue Principale (Mattstall).
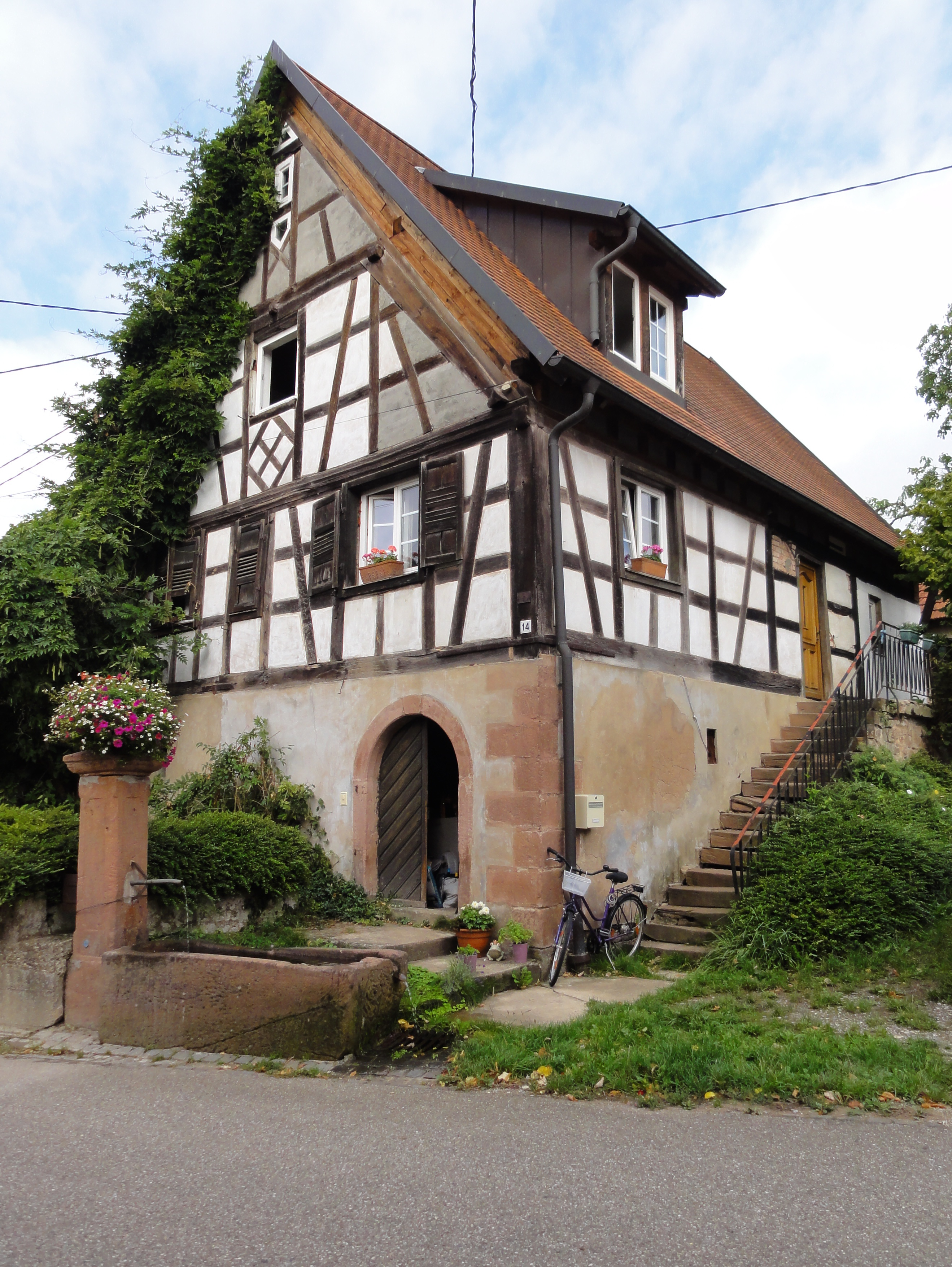
Ancienne ferme (1767), 14 rue Principale (Mattstall).
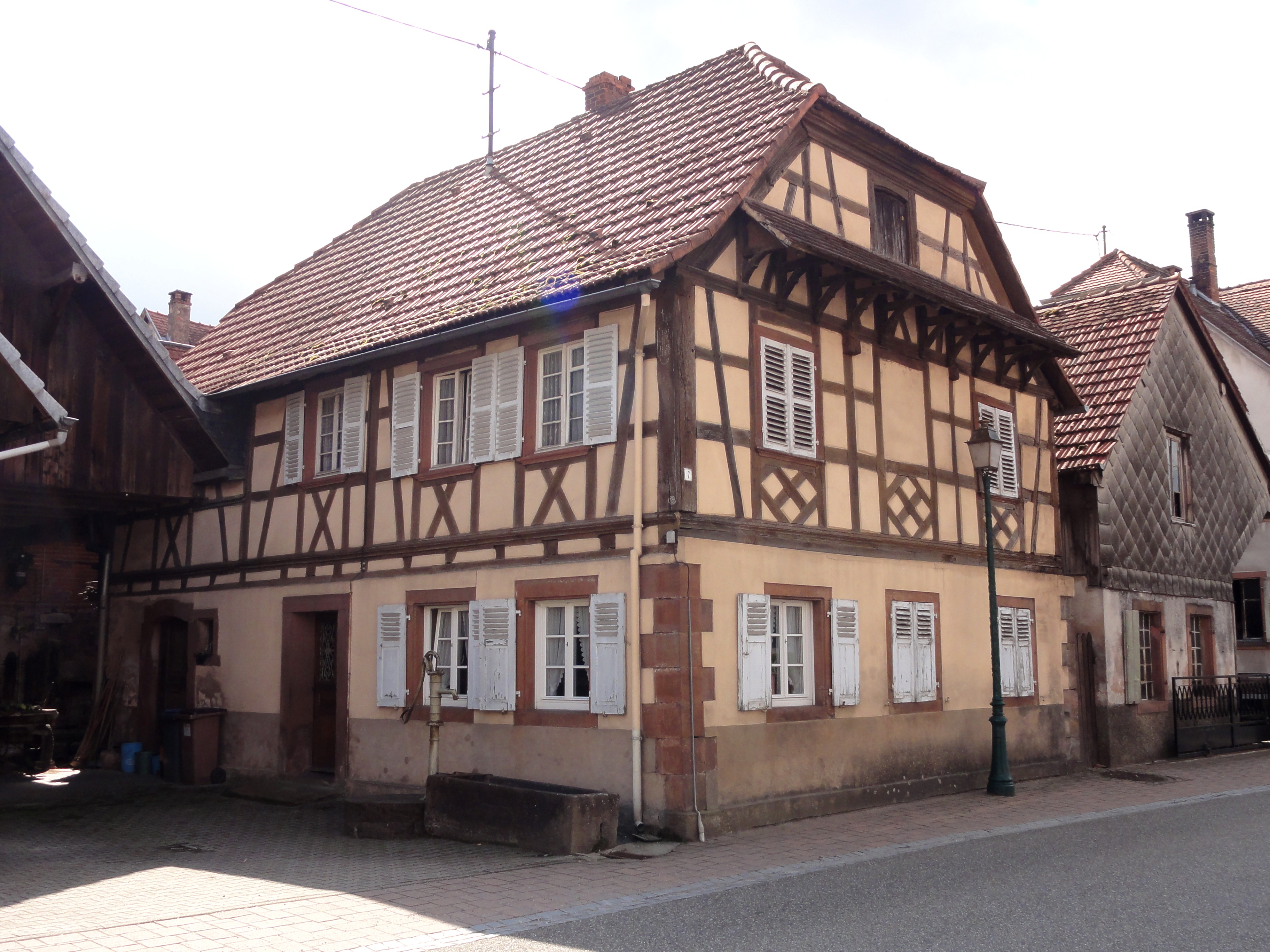
Ancienne ferme (1787), 7 rue de Wœrth.
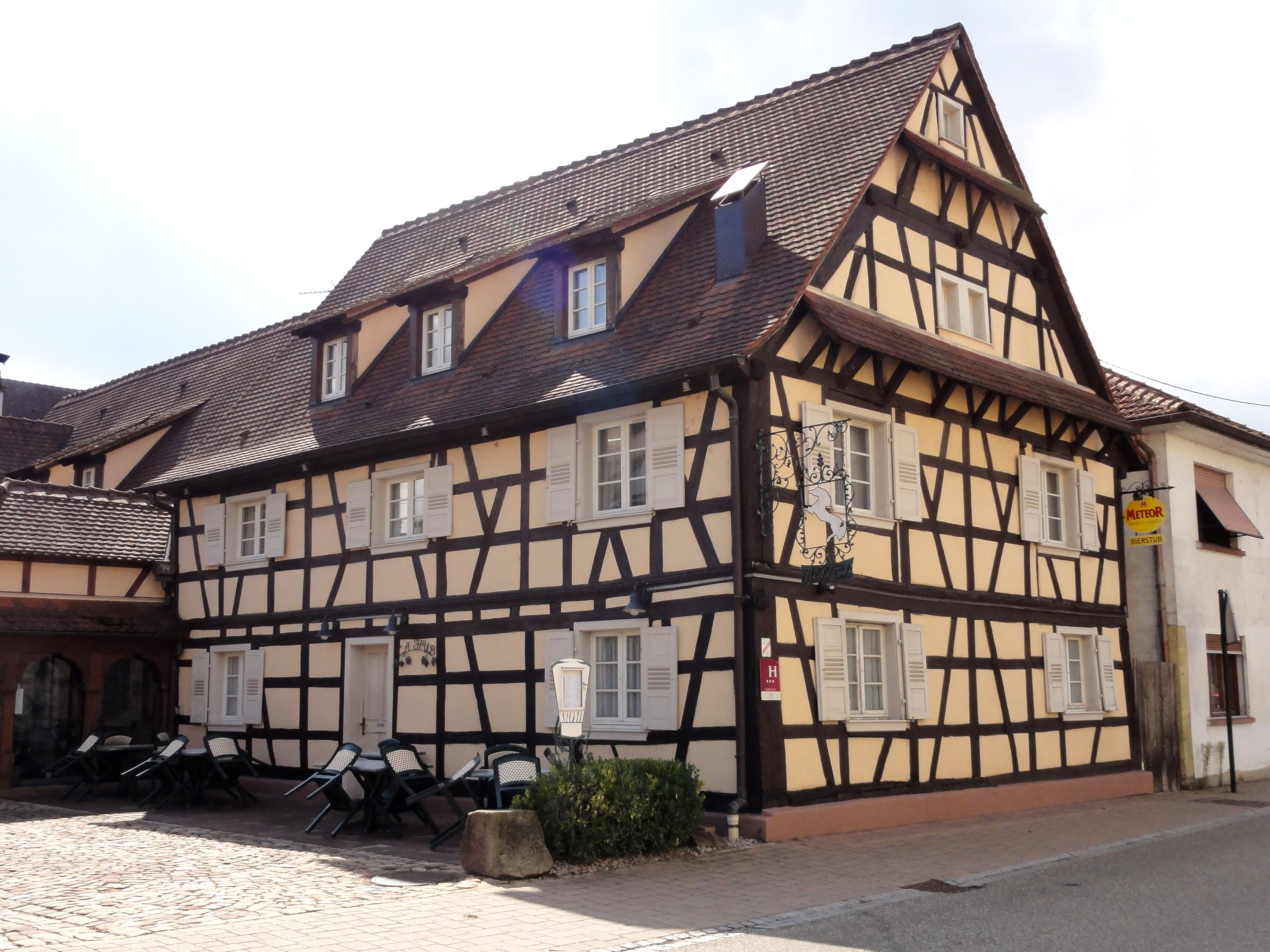
Ancienne ferme (1788), 3 rue de Wœrth.
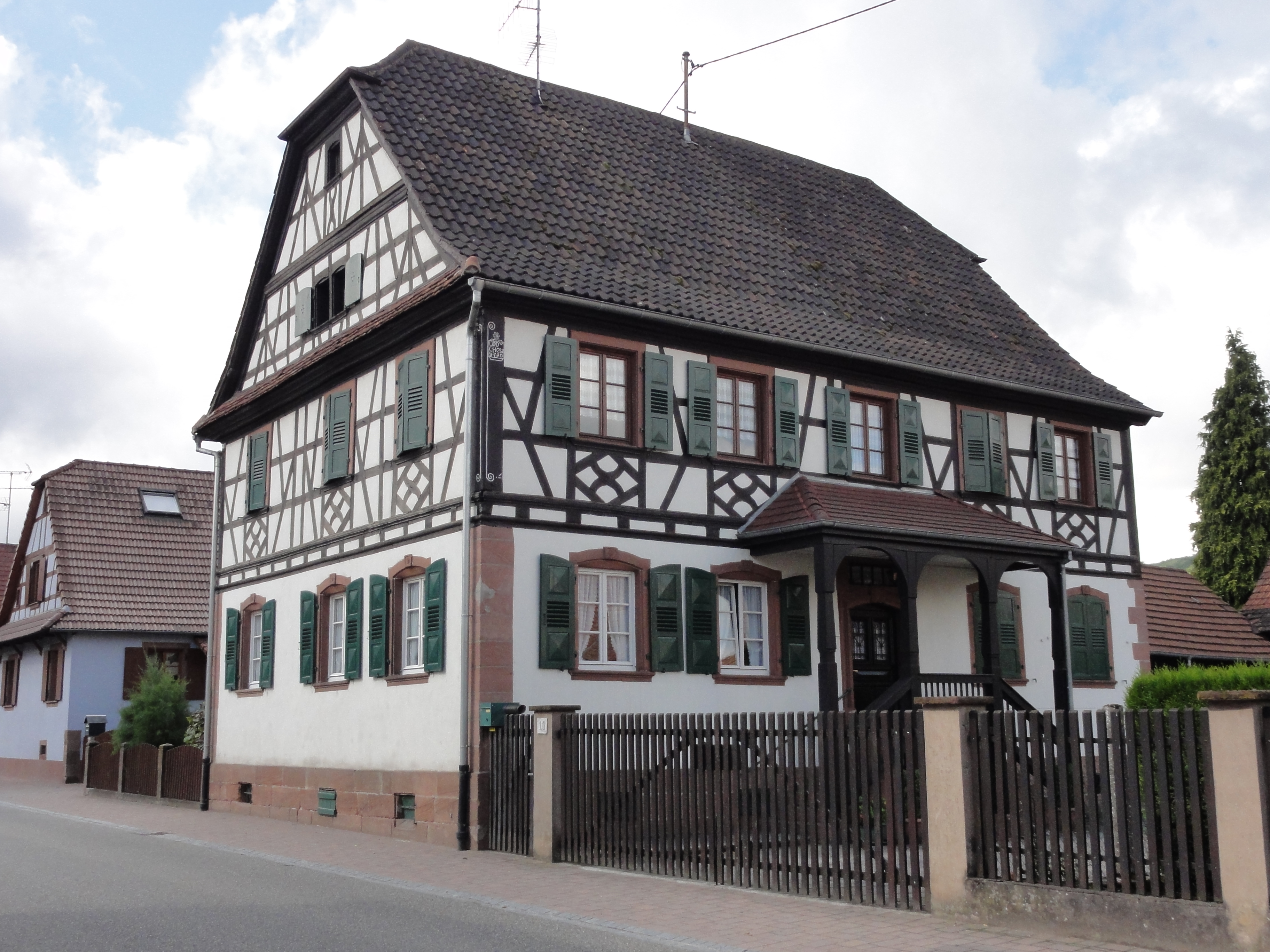
Ancienne ferme du maire Dielmann (1790), 10 rue de Wœrth.
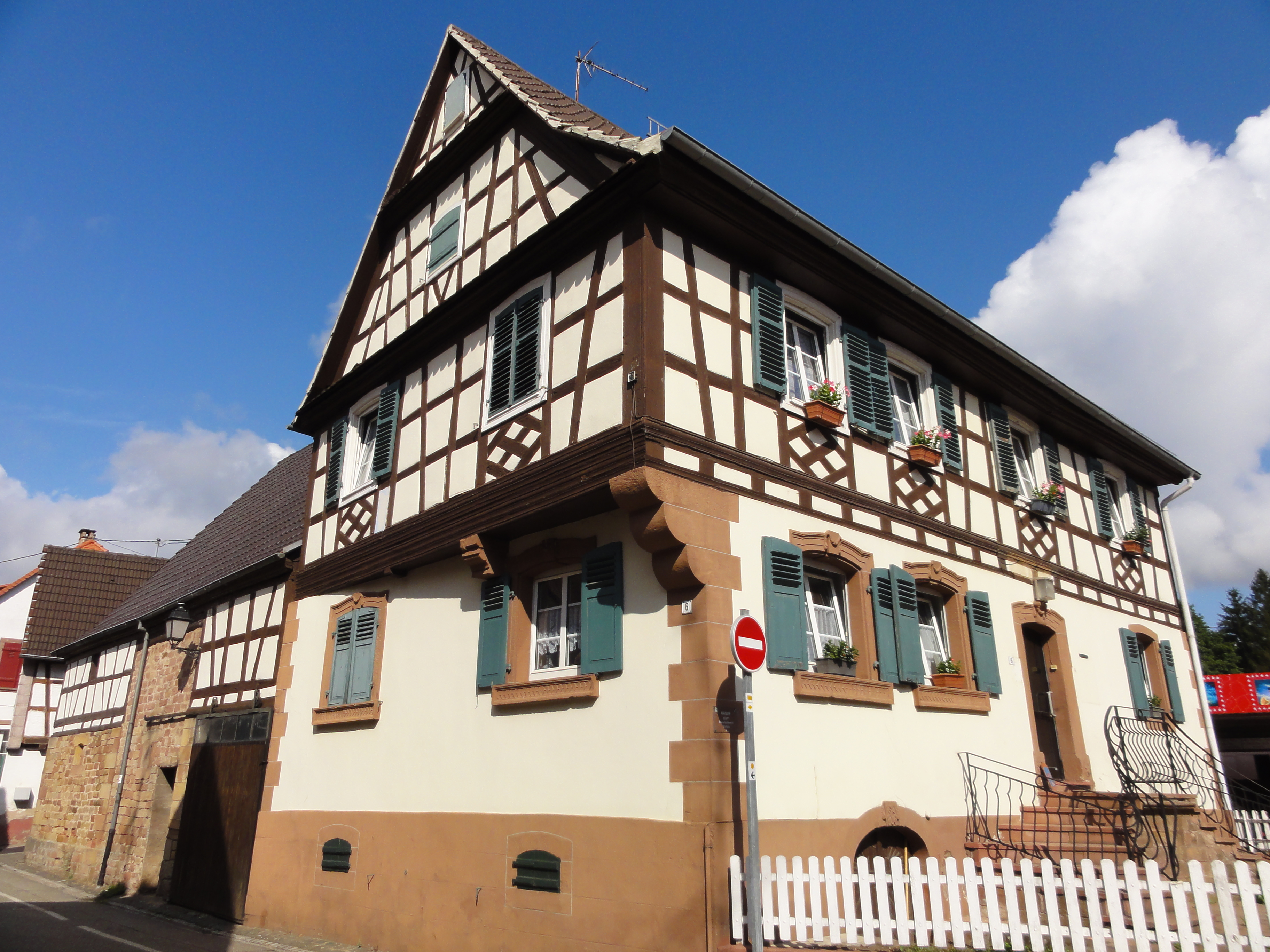
Ancienne ferme (XVIIIe), 6 rue de Mattstall.
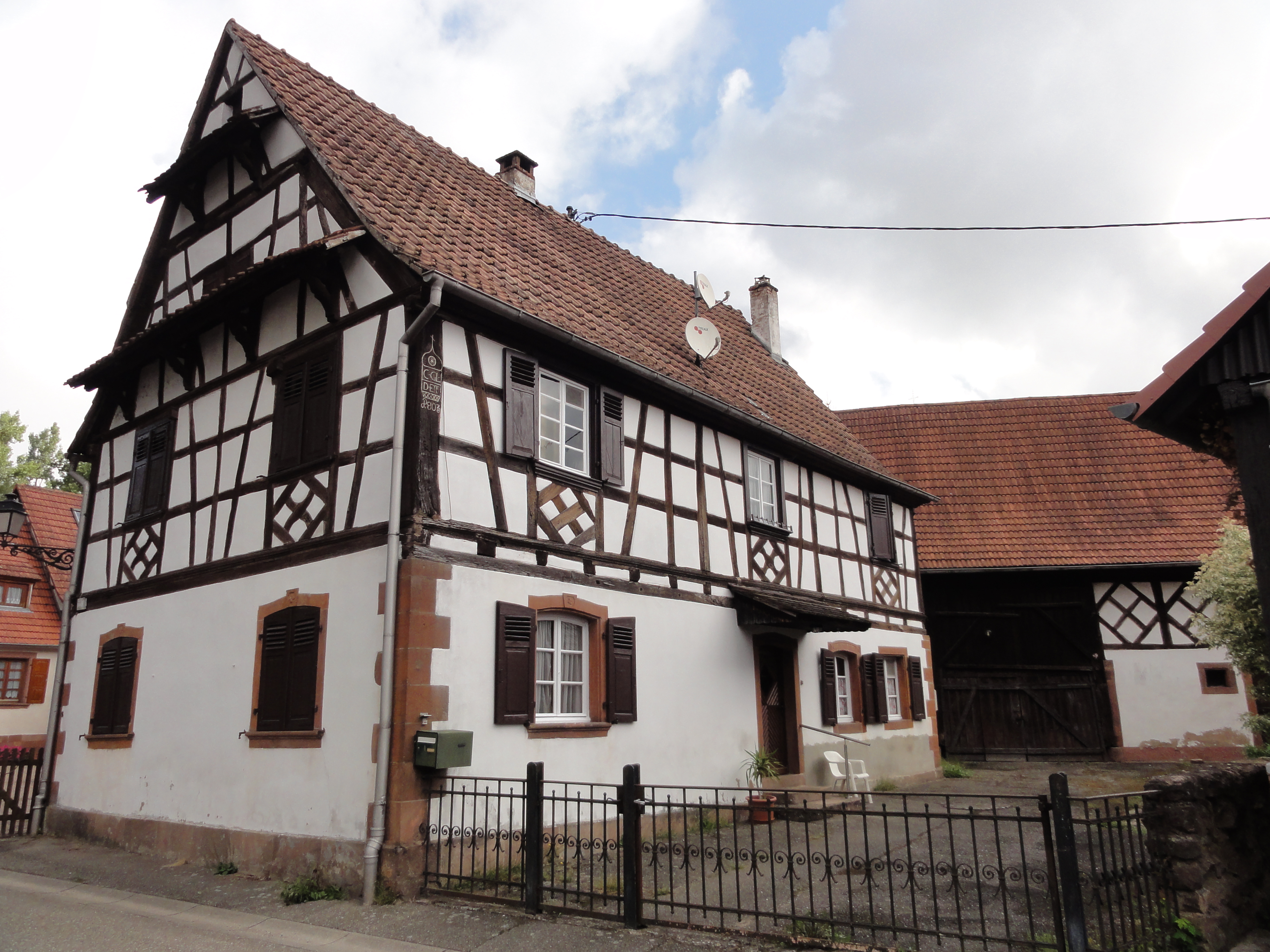
Ancienne ferme de charron (1803), 6 rue du Château.
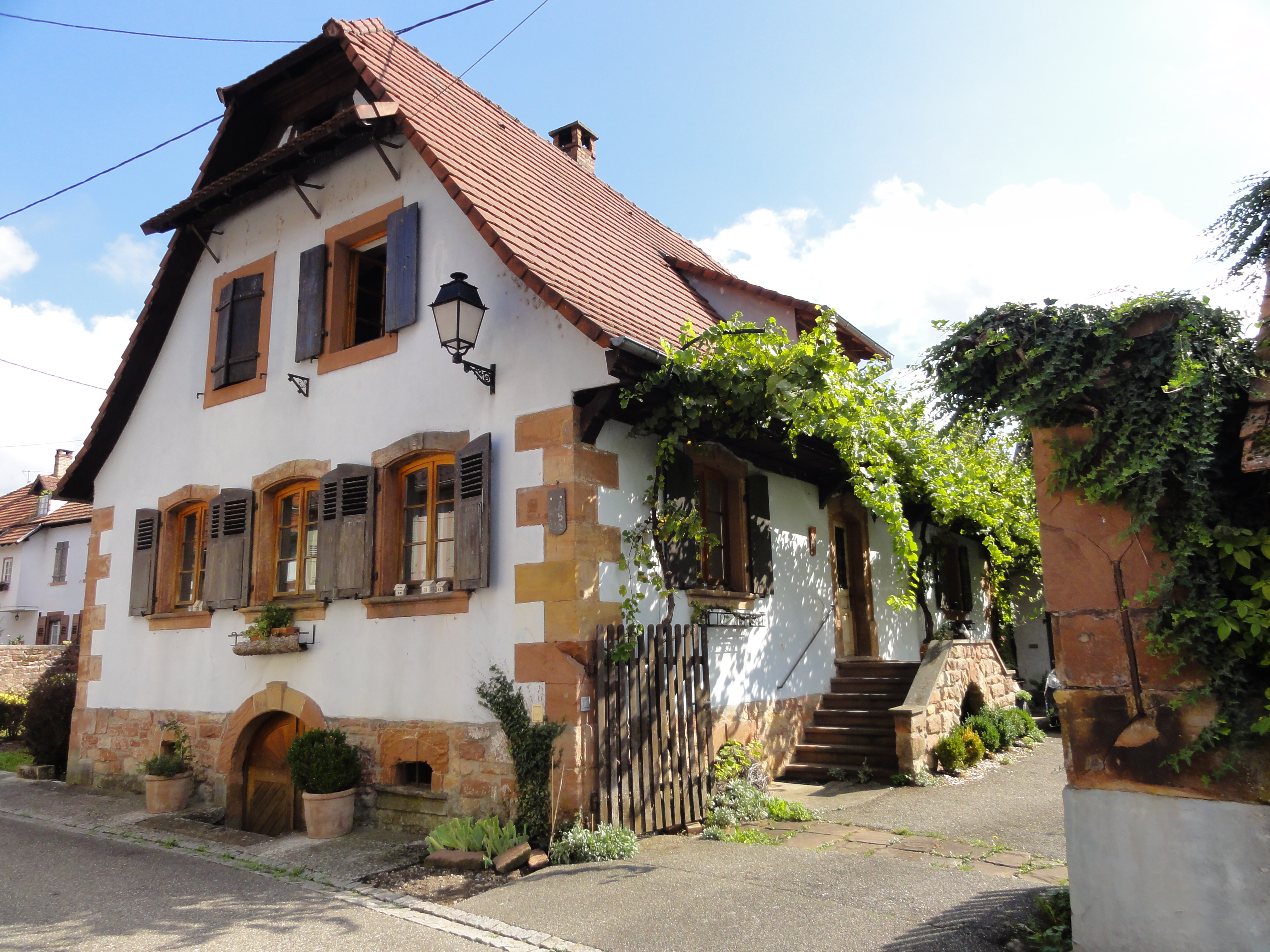
Ancienne ferme (1804), 5 rue de la Synagogue.
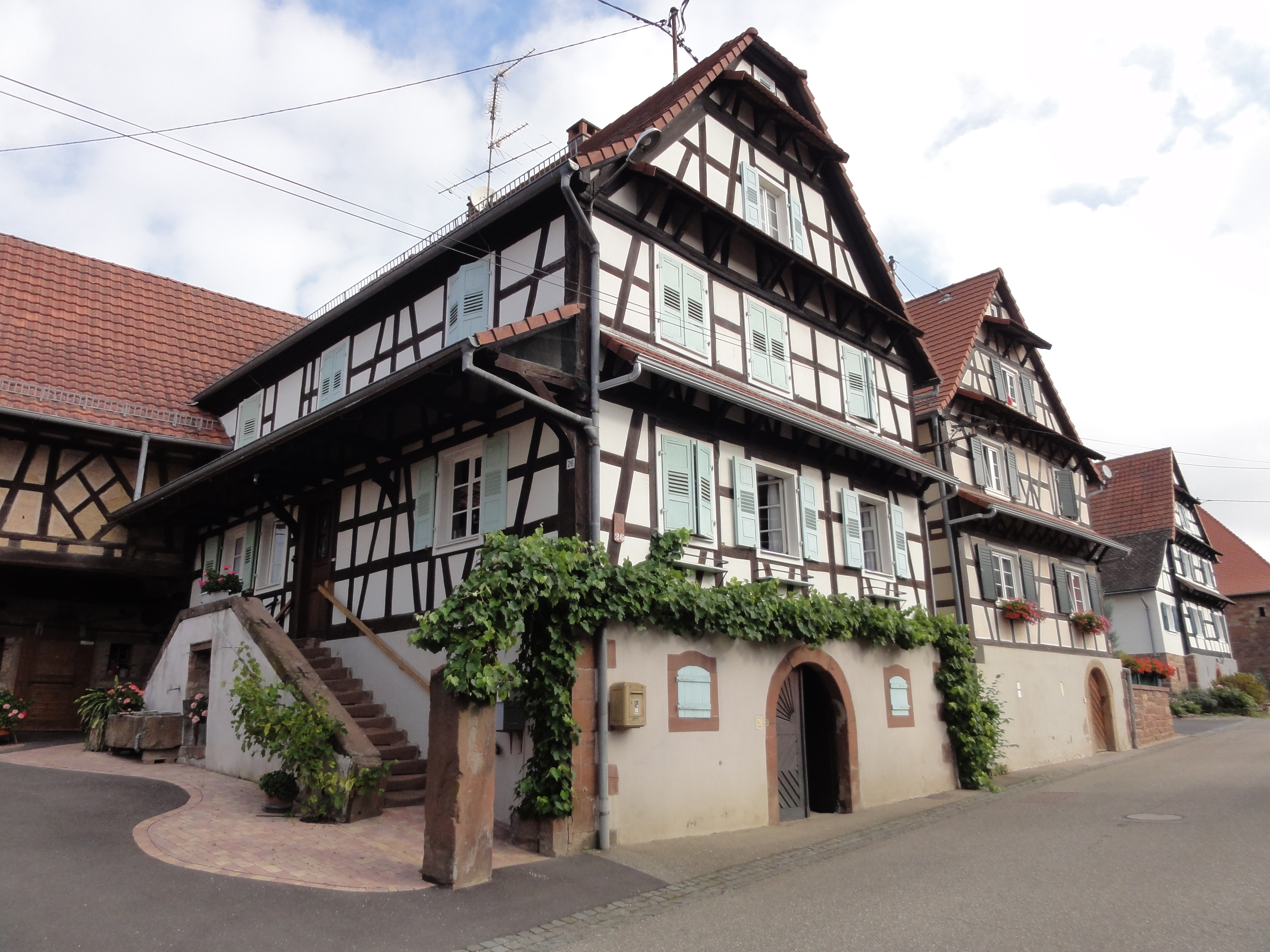
Ferme (1808), 26 rue Principale (Mattstall).

## Personnalités liées à la commune

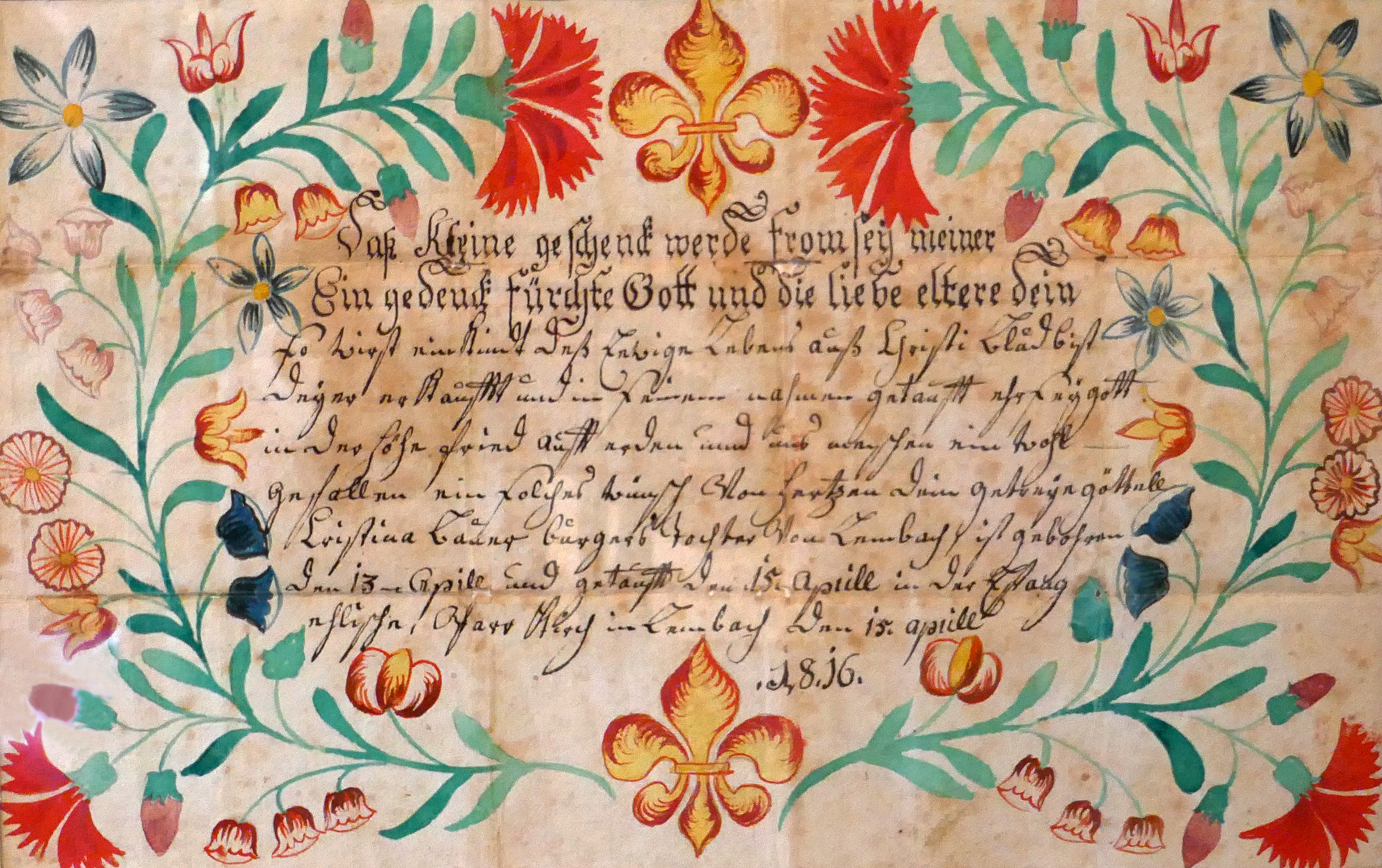
Lettre de baptême d'un enfant né à Lembach en 1816, acquise aux États-Unis où sa famille avait émigré.

- Russell Schweickart est un astronaute américain, petit-fils d'un couple de Lembach qui émigra aux États-Unis. Il est venu visiter le village à deux reprises, et a donné son nom à une de ses rues. Une sculpture de Grégoire Popp célèbre, entre autres, Rusty Schweickart.
- Paul Bertololy (de) : médecin et écrivain né le 12 février 1892 à Franckenthal et mort le 28 novembre 1972 à Lembach. Paul Bertololy a exercé pendant plus de 30 ans à Lembach. Il a reçu plusieurs prix littéraires pour ses nouvelles et romans en langue allemande et a été nommé citoyen d'honneur de la commune de Lembach. La maison de retraite inaugurée en 2005 porte son nom.
- Robert Hoepffner, président de l'Église de la Confession d'Augsbourg d'Alsace et de Lorraine, est inhumé à Lembach.